# 1993
| [ Edytuj tabelę ]                                                  | |
| Prezydent Polski                                                   | - 1990 Lech Wałęsa 1995 |
| Premier Polski                                                     | - 1992 Hanna Suchocka 1993 - 1993 Waldemar Pawlak 1995 |
| Premier Abchazji                                                   | - 1992 Waża Zarandia 1993 - 1993 Sokrat Dżindżolia 1994 |
| Prezydent Afganistanu                                              | - 1992 Burhanuddin Rabbani 1996 |
| Premier Afganistanu                                                | - 1993 Gulbuddin Hekmatjar 1994 |
| Prezydent Albanii                                                  | - 1992 Sali Berisha 1997 |
| Premier Albanii                                                    | - 1992 Aleksandër Meksi 1997 |
| Prezydent Algierii                                                 | - 1992 Ali Kafi 1994 |
| Premier Algierii                                                   | - 1992 Belaid Abdessalam 1993 - 1993 Redha Malek 1994 |
| Współksiążęta Andory                                               | - 1971 Joan Martí i Alanís 2003 - 1981 François Mitterrand 1995                                                                                                |
| Premier Andory                                                     | - 1990 Òscar Ribas Reig 1994 |
| Prezydent Angoli                                                   | - 1979 José Eduardo dos Santos 2017 |
| Premier Angoli                                                     | - 1992 Marcolino Moco 1996 |
| Premier Antigui i Barbudy                                          | - 1981 Vere Cornwall Bird 1994 |
| Król Arabii Saudyjskiej                                            | - 1982 Fahd ibn Abd al-Aziz Al Su’ud 2005 |
| Prezydent Argentyny                                                | - 1989 Carlos Saúl Menem 1999 |
| Prezydent Armenii                                                  | - 1991 Lewon Ter-Petrosjan 1998 |
| Premier Armenii                                                    | - 1992 Chosrow Harutiunian 1993 - 1993 Hrant Bagratian 1996 |
| Premier Australii                                                  | - 1991 Paul Keating 1996 |
| Prezydent Austrii                                                  | - 1992 Thomas Klestil 2004 |
| Kanclerz Austrii                                                   | - 1986 Franz Vranitzky 1997 |
| Prezydent Azerbejdżanu                                             | - 1992 Əbülfəz Elçibəy 1993 - 1993 Heydər Əliyev 2003 |
| Premier Azerbejdżanu                                               | - 1992 Rəhim Hüseynov 1993 - 1993 Əli Məsimov 1993 - 1993 Pənah Hüseynov 1993 - 1993 Surət Hüseynov 1994                                                       |
| Premier Bahamów                                                    | - 1992 Hubert Ingraham 2002 |
| Emir Bahrajnu                                                      | - 1971 Isa ibn Salman Al Chalifa 1999 |
| Premier Bahrajnu                                                   | - 1970 Chalifa ibn Salman Al Chalifa 2020 |
| Prezydent Bangladeszu                                              | - 1991 Abdur Rahman Biswas 1996 |
| Premier Bangladeszu                                                | - 1991 Chaleda Zia 1996 |
| Premier Barbadosu                                                  | - 1987 Erskine Sandiford 1994 |
| Król Belgów                                                        | - 1951 Baudouin 1993 - 1993 Albert II 2013 |
| Premier Belgii                                                     | - 1992 Jean-Luc Dehaene 1999 |
| Premier Belize                                                     | - 1989 George Cadle Price 1993 - 1993 Manuel Esquivel 1998 |
| Prezydent Beninu                                                   | - 1991 Nicéphore Soglo 1996 |
| Król Bhutanu                                                       | - 1972 Jigme Singye Wangchuck 2006 |
| Premier Bhutanu                                                    | - 1964 urząd zniesiony 1998 |
| Prezydent Białorusi                                                | - 1991 Stanisłau Szuszkiewicz 1994 |
| Premier Białorusi                                                  | - 1991 Wiaczasłau Kiebicz 1994 |
| Prezydent Boliwii                                                  | - 1989 Jaime Paz Zamora 1993 - 1993 Gonzalo Sánchez de Lozada 1997                                                                                             |
| Prezydent Bośni i Hercegowiny                                      | - 1992 Alija Izetbegović 1996 |
| Premier Bośni i Hercegowiny                                        | - 1992 Mile Akmadžić 1993 - 1993 Haris Silajdžić 1996 |
| Prezydent Botswany                                                 | - 1980 Quett Masire 1998 |
| Prezydent Brazylii                                                 | - 1992 Fernando Henrique Cardoso 2003 |
| Sułtan Brunei                                                      | - 1967 Hassanal Bolkiah |
| Prezydent Bułgarii                                                 | - 1990 Żelu Żelew 1997 |
| Premier Bułgarii                                                   | - 1992 Luben Berow 1994 |
| Prezydent Burkiny Faso                                             | - 1987 Blaise Compaoré 2014 |
| Premier Burkiny Faso                                               | - 1992 Youssouf Ouédraogo 1994 |
| Prezydent Burundi                                                  | - 1987 Pierre Buyoya 1993 - 1993 Melchior Ndadaye 1993 - 1993 François Ngeze (p.o.) 1993 - 1993 Sylvie Kinigi 1994                                             |
| Premier Burundi                                                    | - 1988 Adrien Sibomana 1993 - 1993 Sylvie Kinigi 1994 |
| Prezydent Chile                                                    | - 1990 Patricio Aylwin 1994 |
| Przewodniczący ChRL                                                | - 1988 Yang Shangkun 1993 - 1993 Jiang Zemin 2003 |
| Premier Chin                                                       | - 1987 Li Peng 1998 |
| Prezydent Chorwacji                                                | - 1991 Franjo Tuđman 1999 |
| Premier Chorwacji                                                  | - 1992 Hrvoje Šarinić 1993 - 1993 Nikica Valentić 1995 |
| Prezydent Cypru                                                    | - 1988 Jorgos Wasiliu 1993 - 1993 Glafkos Kliridis 2003 |
| Prezydent Cypru Północnego                                         | - 1983 Rauf Denktaş 2005 |
| Prezydent Czadu                                                    | - 1990 Idriss Déby 2021 |
| Premier Czadu                                                      | - 1992 Joseph Yodoyman 1993 - 1993 Fidèle Moungar 1993 - 1993 Delwa Kassiré Koumakoye 1995                                                                     |
| Prezydent Czech                                                    | - 1993 Václav Havel 2003 |
| Premier Czech                                                      | - 1993 Václav Klaus 1997 |
| Król Danii                                                         | - 1972 Małgorzata II 2024 |
| Premier Danii                                                      | - 1982 Poul Schlüter 1993 - 1993 Poul Nyrup Rasmussen 2001 |
| Dalajlama                                                          | - 1940 Tenzin Gjaco |
| Prezydent Dominikany                                               | - 1986 Joaquín Balaguer 1996 |
| Prezydent Dominiki                                                 | - 1983 Clarence Seignoret 1993 - 1993 Crispin Sorhaindo 1998                                                                                                   |
| Premier Dominiki                                                   | - 1980 Eugenia Charles 1995 |
| Prezydent Dżibuti                                                  | - 1977 Hasan Guled Aptidon 1999 |
| Premier Dżibuti                                                    | - 1978 Barkat Gourad Hamadou 2001 |
| Prezydent Egiptu                                                   | - 1981 Husni Mubarak 2011 |
| Premier Egiptu                                                     | - 1986 Atif Sidki 1996 |
| Prezydent Ekwadoru                                                 | - 1992 Sixto Durán Ballén 1996 |
| Prezydent Erytrei                                                  | - 1993 Isajas Afewerki |
| Prezydent Estonii                                                  | - 1992 Lennart Meri 2001 |
| Premier Estonii                                                    | - 1992 Mart Laar 1994 |
| Prezydent Etiopii                                                  | - 1991 Meles Zenawi 1995 |
| Premier Etiopii                                                    | - 1991 Tamirat Layne (tymcz.) 1995 |
| Przew. Komisji Europejskiej                                        | - 1985 Jacques Delors (Francja) 1995 |
| Prezydent Fidżi                                                    | - 1987 Penaia Ganilau 1993 - 1993 Kamisese Mara 2000 |
| Premier Fidżi                                                      | - 1992 Sitiveni Rabuka 1999 |
| Prezydent Filipin                                                  | - 1992 Fidel Ramos 1998 |
| Prezydent Finlandii                                                | - 1981 Mauno Koivisto 1994 |
| Premier Finlandii                                                  | - 1991 Esko Aho 1995 |
| Prezydent Francji                                                  | - 1981 François Mitterrand 1995 |
| Premier Francji                                                    | - 1992 Pierre Bérégovoy 1993 - 1993 Édouard Balladur 1995 |
| Prezydent Gabonu                                                   | - 1967 Omar Bongo 2009 |
| Premier Gabonu                                                     | - 1990 Casimir Oyé-Mba 1994 |
| Prezydent Gambii                                                   | - 1970 Dawda Kairaba Jawara 1994 |
| Prezydent Ghany                                                    | - 1981 Jerry John Rawlings 2001 |
| Prezydent Grecji                                                   | - 1990 Konstandinos Karamanlis 1995 |
| Premier Grecji                                                     | - 1990 Konstandinos Mitsotakis 1993 - 1993 Andreas Papandreu 1996                                                                                              |
| Premier Grenady                                                    | - 1990 Nicholas Brathwaite 1995 |
| Premier Gruzji                                                     | - 1992 Tengiz Sigua 1993 - 1993 Eduard Szewardnadze (tym.) 1993 - 1993 Otar Pacacia 1995                                                                       |
| Prezydent Gujany                                                   | - 1992 Cheddi Jagan 1997 |
| Premier Gujany                                                     | - 1992 Samuel Hinds 1997 |
| Prezydent Gwatemali                                                | - 1991 Jorge Serrano Elías 1993 - 1993 Gustavo Adolfo Espina Salguero (p.o.) 1993 - 1993 Ramiro de León Carpio 1996                                            |
| Prezydent Gwinei                                                   | - 1984 Lansana Conté 2008 |
| Premier Gwinei                                                     | - 1984 urząd zniesiony 1996 |
| Prezydent Gwinei Bissau                                            | - 1984 João Bernardo Vieira 1999 |
| Premier Gwinei Bissau                                              | - 1991 Carlos Correia 1994 |
| Prezydent Gwinei Równikowej                                        | - 1979 Teodoro Obiang Nguema Mbasogo |
| Premier Gwinei Równikowej                                          | - 1992 Silvestre Siale Bileka 1996 |
| Prezydent Haiti                                                    | - 1992 Marc Bazin (p.o.) 1993 - 1993 Jean-Bertrand Aristide 1994                                                                                               |
| Premier Haiti                                                      | - 1992 Marc Bazin 1993 - 1993 Robert Malval 1994 |
| Król Hiszpanii                                                     | - 1975 Jan Karol I 2014 |
| Premier Hiszpanii                                                  | - 1982 Felipe González 1996 |
| Król Holandii                                                      | - 1980 Beatrycze 2013 |
| Premier Holandii                                                   | - 1982 Ruud Lubbers 1994 |
| Prezydent Hondurasu                                                | - 1990 Rafael Leonardo Callejas 1994 |
| Najwyższy przywódca Iranu                                          | - 1989 Ali Chamenei |
| Prezydent Iranu                                                    | - 1989 Ali Akbar Haszemi Rafsandżani 1997 |
| Prezydent Iraku                                                    | - 1979 Saddam Husajn 2003 |
| Premier Iraku                                                      | - 1991 Muhammad Hamza az-Zubajdi 1993 - 1993 Ahmad Husajn Chudajr as-Samarra’i 1994                                                                            |
| Prezydent Indii                                                    | - 1992 Shankar Dayal Sharma 1997 |
| Premier Indii                                                      | - 1991 P.V. Narasimha Rao 1996 |
| Prezydent Indonezji                                                | - 1967 Suharto 1998 |
| Prezydent Irlandii                                                 | - 1990 Mary Robinson 1997 |
| Premier Irlandii                                                   | - 1992 Albert Reynolds 1994 |
| Prezydent Islandii                                                 | - 1980 Vigdís Finnbogadóttir 1996 |
| Premier Islandii                                                   | - 1991 Davíð Oddsson 2004 |
| Prezydent Izraela                                                  | - 1983 Chaim Herzog 1993 - 1993 Ezer Weizman 2000 |
| Premier Izraela                                                    | - 1992 Icchak Rabin 1995 |
| Premier Jamajki                                                    | - 1992 Percival James Patterson 2006 |
| Cesarz Japonii                                                     | - 1989 Akihito 2019 |
| Premier Japonii                                                    | - 1991 Kiichi Miyazawa 1993 - 1993 Morihiro Hosokawa 1994 |
| Prezydent Jemenu                                                   | - 1990 Ali Abd Allah Salih 2012 |
| Król Jordanii                                                      | - 1952 Husajn 1999 |
| Premier Jordanii                                                   | - 1991 Zajd ibn Szakir 1993 - 1993 Abd as-Salam al-Madżali 1995                                                                                                |
| Prezydent Jugosławii                                               | - 1992 Dobrica Ćosić 1993 - 1993 Miloš Radulović (p.o.) 1993 - 1993 Zoran Lilić 1997                                                                           |
| Premier Jugosławii                                                 | - 1992 Milan Panić 1993 - 1993 Radoje Kontić 1998 |
| Król Kambodży                                                      | - 1993 Norodom Sihanouk 2004 |
| Premier Kambodży                                                   | - 1993 Norodom Ranariddh 1997 - 1993 Hun Sen 2023 |
| Prezydent Kamerunu                                                 | - 1982 Paul Biya |
| Premier Kamerunu                                                   | - 1992 Simon Achidi Achu 1996 |
| Przywódca Ludowej Republiki Kampuczy                               | - 1992 Chea Sim 1993 |
| Premier Republiki Kampuczy                                         | - 1985 Hun Sen 1993 |
| Premier Kanady                                                     | - 1984 Brian Mulroney 1993 - 1993 Kim Campbell 1993 - 1993 Jean Chrétien 2003                                                                                  |
| Emir Kataru                                                        | - 1972 Chalifa ibn Ahmad 1995 |
| Premier Kataru                                                     | - 1971 Chalifa ibn Ahmad 1995 |
| Prezydent Kazachstanu                                              | - 1991 Nursułtan Nazarbajew 2019 |
| Premier Kazachstanu                                                | - 1991 Siergiej Tierieszczenko 1994 |
| Prezydent Kenii                                                    | - 1978 Daniel Moi 2002 |
| Prezydent Kirgistanu                                               | - 1991 Askar Akajew 2005 |
| Premier Kirgistanu                                                 | - 1992 Tursunbek Czyngyszew 1993 - 1993 Ałmanbet Matubraimow (p.o.) 1993 - 1993 Apas Dżumagułow 1998                                                           |
| Prezydent Kiribati                                                 | - 1991 Teatao Teannaki 1994 |
| Prezydent Kolumbii                                                 | - 1990 César Gaviria 1994 |
| Prezydent Konga                                                    | - 1992 Pascal Lissouba 1997 |
| Premier Konga                                                      | - 1992 Claude Antoine Dacosta 1993 - 1993 Joachim Yhombi-Opango 1996                                                                                           |
| Patriarcha Konstantynopola                                         | - 1991 Bartłomiej I |
| Prezydent Korei Południowej                                        | - 1988 Roh Tae-woo 1993 - 1993 Kim Young-sam 1998 |
| Premier Korei Południowej                                          | - 1992 Hyun Soong-jong 1993 - 1993 Hwang In-sung 1993 - 1993 Lee Hoi-chang 1994 - 1988 Kim Jong-pil 2000                                                       |
| Prezydent KRLD                                                     | - 1972 Kim Il Sŏng 1994 |
| Premier KRLD                                                       | - 1992 Kang Sŏng San 1997 |
| Prezydent Kostaryki                                                | - 1990 Rafael Ángel Calderón Fournier 1994 |
| Przewodniczący Rady Państwa Kuby                                   | - 1976 Fidel Castro 2008 |
| Emir Kuwejtu                                                       | - 1977 Dżabir III 2006 |
| Premier Kuwejtu                                                    | - 1978 Sad al-Abd Allah as-Salim as-Sabah 2003 |
| Prezydent Laosu                                                    | - 1993 Nouhak Phoumsavanh 1998 |
| Król Lesotho                                                       | - 1990 Letsie III 1995 |
| Premier Lesotho                                                    | - 1991 Elias Ramaema 1993 - 1993 Ntsu Mokhehle 1994 |
| Prezydent Libanu                                                   | - 1989 Elias Hrawi 1998 |
| Premier Libanu                                                     | - 1992 Rafik al-Hariri 1998 |
| Prezydent Liberii                                                  | - 1990 wakat 1997 |
| Przywódca Libii                                                    | - 1969 Mu’ammar al-Kaddafi 2011 |
| Premier Libii                                                      | - 1990 Abu Zajd Umar Durda 1994 |
| Sekretarz generalny PKL Libii                                      | - 1992 Az-Zanati Imhammad az-Zanati 2008 |
| Książę Liechtensteinu                                              | - 1989 Jan Adam II |
| Premier Liechtensteinu                                             | - 1978 Hans Brunhart 1993 - 1993 Markus Büchel 1993 - 1993 Mario Frick 2001                                                                                    |
| Prezydent Litwy                                                    | - 1990 Vytautas Landsbergis 1993 - 1993 Algirdas Brazauskas 1998                                                                                               |
| Premier Litwy                                                      | - 1992 Bronislovas Lubys 1993 - 1993 Adolfas Šleževičius 1996                                                                                                  |
| Wielki książę Luksemburga                                          | - 1964 Jan 2000 |
| Premier Luksemburga                                                | - 1984 Jacques Santer 1995 |
| Prezydent Łotwy                                                    | - 1991 Anatolijs Gorbunovs 1993 - 1993 Guntis Ulmanis 1999 |
| Premier Łotwy                                                      | - 1990 Ivars Godmanis 1993 - 1993 Valdis Birkavs 1994 |
| Prezydent Macedonii                                                | - 1991 Kiro Gligorow 1999 |
| Premier Macedonii                                                  | - 1992 Branko Crwenkowski 1998 |
| Prezydent Madagaskaru                                              | - 1975 Didier Ratsiraka 1993 - 1993 Albert Zafy 1996 |
| Premier Madagaskaru                                                | - 1991 Guy Razanamasy 1993 - 1993 Francisque Ravony 1995 |
| Prezydent Malawi                                                   | - 1966 Hastings Kamuzu Banda 1994 |
| Prezydent Malediwów                                                | - 1978 Maumun ̓Abdul Gajum 2008 |
| Król Malezji                                                       | - 1989 Azlan Shah 1994 |
| Premier Malezji                                                    | - 1981 Mahathir bin Mohamad 2003 |
| Prezydent Mali                                                     | - 1992 Alpha Oumar Konaré 2002 |
| Premier Mali                                                       | - 1992 Younoussi Touré 1993 - 1993 Abdoulaye Sékou Sow 1994 |
| Prezydent Malty                                                    | - 1989 Ċensu Tabone 1994 |
| Premier Malty                                                      | - 1987 Edward Fenech Adami 1996 |
| Król Maroka                                                        | - 1961 Hassan II 1999 |
| Premier Maroka                                                     | - 1992 Mohammed Karim Lamrani 1994 |
| Prezydent Mauretanii                                               | - 1984 Maawija uld Sid’Ahmad Taja 2005 |
| Premier Mauretanii                                                 | - 1992 Sidi Muhammad uld Bubakar 1996 |
| Prezydent Mauritiusa                                               | - 1992 Cassam Uteem 2002 |
| Premier Mauritiusa                                                 | - 1982 Anerood Jugnauth 1995 |
| Prezydent Meksyku                                                  | - 1988 Carlos Salinas de Gortari 1994 |
| Prezydent Mikronezji                                               | - 1991 Bailey Olter 1996 |
| Przewodniczący Państwowej Rady Przywrócenia Ładu i Porządku Mjanmy | - 1992 Than Shwe 1997 |
| Premier Mjanmy                                                     | - 1992 Than Shwe 2003 |
| Prezydent Mołdawii                                                 | - 1991 Mircea Snegur 1996 |
| Premier Mołdawii                                                   | - 1992 Andrei Sangheli 1997 |
| Książę Monako                                                      | - 1949 Rainier III 2005 |
| Minister stanu Monako                                              | - 1991 Jacques Dupont 1994 |
| Prezydent Mongolii                                                 | - 1990 Punsalmaagijn Oczirbat 1997 |
| Premier Mongolii                                                   | - 1992 Puncagijn Dżasraj 1996 |
| Prezydent Mozambiku                                                | - 1986 Joaquim Chissano 2005 |
| Premier Mozambiku                                                  | - 1986 Mário da Graça Machungo 1994 |
| Prezydent Naddniestrza                                             | - 1991 Igor Smirnow 2011 |
| Prezydent Namibii                                                  | - 1990 Sam Nujoma 2005 |
| Premier Namibii                                                    | - 1990 Hage Geingob 2002 |
| Sekretarz generalny NATO                                           | - 1988 Manfred Wörner (Niemcy) 1994 |
| Prezydent Nauru                                                    | - 1989 Bernard Dowiyogo 1995 |
| Król Nepalu                                                        | - 1972 Birendra 2001 |
| Premier Nepalu                                                     | - 1991 Girija Prasad Koirala 1994 |
| Prezydent Niemiec                                                  | - 1984 Richard von Weizsäcker 1994 |
| Kanclerz Niemiec                                                   | - 1982 Helmut Kohl 1998 |
| Prezydent Nigru                                                    | - 1987 Ali Saibou 1993 - 1993 Mahamane Ousmane 1996 |
| Premier Nigru                                                      | - 1991 Amadou Cheiffou 1993 - 1993 Mahamadou Issoufou 1994 |
| Prezydent Nigerii                                                  | - 1985 Ibrahim Babangida 1993 - 1993 Ernest Shonekan 1993 - 1993 Sani Abacha 1998                                                                              |
| Prezydent Nikaragui                                                | - 1990 Violeta Chamorro 1997 |
| Król Norwegii                                                      | - 1991 Harald V |
| Premier Norwegii                                                   | - 1990 Gro Harlem Brundtland 1996 |
| Premier Nowej Zelandii                                             | - 1990 Jim Bolger 1997 |
| Sułtan Omanu                                                       | - 1970 Kabus ibn Sa’id 2020 |
| Sekretarz generalny ONZ                                            | - 1992 Butrus Butrus Ghali (Egipt) 1996 |
| Prezydent Pakistanu                                                | - 1988 Ghulam Ishaq Khan 1993 - 1993 Farooq Leghari 1997 |
| Premier Pakistanu                                                  | - 1990 Nawaz Sharif 1993 - 1993 Balakh Sher Mazari (p.o.) 1993 - 1993 Nawaz Sharif 1993 - 1993 Moeenuddin Ahmad Qureshi (p.o.) 1993 - 1993 Benazir Bhutto 1996 |
| Prezydent Palau                                                    | - 1989 Ngiratkel Etpison 1993 - 1993 Kuniwo Nakamura 2001 |
| Prezydent Panamy                                                   | - 1989 Guillermo Endara 1994 |
| Papież                                                             | - 1978 Jan Paweł II 2005 |
| Premier Papui-Nowej Gwinei                                         | - 1992 Paias Wingti 1994 |
| Prezydent Paragwaju                                                | - 1989 gen. Andrés Rodríguez 1993 - 1993 Juan Carlos Wasmosy Monti 1998                                                                                        |
| Prezydent Peru                                                     | - 1990 Alberto Fujimori 2000 |
| Premier Peru                                                       | - 1991 Carlos Torres y Torres Lara 1993 - 1992 Alfonso de Los Heroes 1993 - 1992 Oscar De La Puente 1993 - 1993 Alfonso Bustamante 1994                        |
| Prezydent Południowej Afryki                                       | - 1989 Frederik de Klerk 1994 |
| Prezydent Portugalii                                               | - 1986 Mário Soares 1996 |
| Premier Portugalii                                                 | - 1985 Anibal Cavaco Silva 1995 |
| Sekretarz generalny Rady Europy                                    | - 1989 Catherine Lalumière (Francja) 1994 |
| Prezydent Republiki Środkowoafrykańskiej                           | - 1981 André Kolingba 1993 - 1993 Ange-Félix Patassé 2003 |
| Premier Republiki Środkowoafrykańskiej                             | - 1992 Timothée Malendoma 1993 - 1993 Enoch Derant Lakoué 1993 - 1993 Jean-Luc Mandaba 1995                                                                    |
| Prezydent Republiki Zielonego Przylądka                            | - 1991 António Monteiro 2001 |
| Premier Republiki Zielonego Przylądka                              | - 1991 Carlos Veiga 2000 |
| Prezydent Rosji                                                    | - 1991 Boris Jelcyn 1999 |
| Premier Rosji                                                      | - 1992 Wiktor Czernomyrdin 1998 |
| Prezydent Rumunii                                                  | - 1989 Ion Iliescu 1996 |
| Premier Rumunii                                                    | - 1992 Nicolae Văcăroiu 1996 |
| Prezydent Rwandy                                                   | - 1973 Juvénal Habyarimana 1994 |
| Premier Rwandy                                                     | - 1992 Dismas Nsengiyaremye 1993 - 1993 Agathe Uwilingiyimana 1994                                                                                             |
| Premier Saint Kitts i Nevis                                        | - 1983 Kennedy Simonds 1995 |
| Premier Saint Lucia                                                | - 1982 John Compton 1996 |
| Premier Saint Vincent i Grenadyn                                   | - 1984 James Fitz-Allen Mitchell 2000 |
| Prezydent Salwadoru                                                | - 1989 Alfredo Cristiani 1994 |
| O le Ao o le Malo Samoa                                            | - 1962 Malietoa Tanumafili II 2007 |
| Premier Samoa                                                      | - 1988 Tofilau Eti Alesana 1998 |
| Kapitanowie regenci San Marino                                     | - 1992 Romeo Morri Marino Zanotti 1993 - 1993 Patrizia Busignani Salvatore Tonelli 1993 - 1993 Gian Luigi Berti Paride Andreoli 1994                           |
| Sekretarz Stanu do spraw Politycznych i Zagranicznych San Marino   | - 1986 Gabriele Gatti 2002 |
| Prezydent Senegalu                                                 | - 1981 Abdou Diouf 2000 |
| Premier Senegalu                                                   | - 1991 Habib Thiam 1998 |
| Prezydent Seszeli                                                  | - 1977 France-Albert René 2004 |
| Prezydent Sierra Leone                                             | - 1992 Valentine Strasser 1996 |
| Prezydent Singapuru                                                | - 1985 Wee Kim Wee 1993 - 1993 Ong Teng Cheong 1999 |
| Premier Singapuru                                                  | - 1990 Goh Chok Tong 2004 |
| Prezydent Słowacji                                                 | - 1993 Vladimír Mečiar 1993 - 1993 Michal Kováč 1998 |
| Premier Słowacji                                                   | - 1992 Vladimír Mečiar 1994 |
| Prezydent Słowenii                                                 | - 1991 Milan Kučan 2002 |
| Premier Słowenii                                                   | - 1992 Janez Drnovšek 2000 |
| Prezydent Somalii                                                  | - 1991 Ali Mahdi Mohamed 1997 |
| Premier Somalii                                                    | - 1991 Omar Arte Ghalib 1993 |
| Prezydent Sri Lanki                                                | - 1989 Ranasinghe Premadasa 1993 - 1993 Dingiri Banda Wijetunge 1994                                                                                           |
| Premier Sri Lanki                                                  | - 1989 Dingiri Banda Wijetunge 1993 - 1993 Ranil Wickremesinghe 1994                                                                                           |
| Król Suazi                                                         | - 1986 Ntombi (współpanująca) 2018 - 1986 Mswati III 2018 |
| Premier Suazi                                                      | - 1989 Obed Dlamini 1993 - 1993 Andreas Fakudze (p.o.) 1993 - 1993 Jameson Mbilini Dlamini 1996                                                                |
| Prezydent Sudanu                                                   | - 1989 Umar al-Baszir 2019 |
| Prezydent Surinamu                                                 | - 1991 Ronald Venetiaan 1996 |
| Prezydent Syrii                                                    | - 1971 Hafiz al-Asad 2000 |
| Premier Syrii                                                      | - 1987 Mahmud az-Zubi 2000 |
| Prezydent Szwajcarii                                               | - 1993 Adolf Ogi 1993 |
| Król Szwecji                                                       | - 1973 Karol XVI Gustaw |
| Premier Szwecji                                                    | - 1991 Carl Bildt 1994 |
| Przewodniczący Rady Najwyższej Tadżykistanu                        | - 1992 Emomali Rahmon 1994 |
| Premier Tadżykistanu                                               | - 1992 Abdumalik Abdullodżonow 1993 - 1993 Abdudżalil Samadow 1994                                                                                             |
| Król Tajlandii                                                     | - 1946 Bhumibol Adulyadej 2016 |
| Premier Tajlandii                                                  | - 1992 Chuan Leekpai 1995 |
| Prezydent Tajwanu                                                  | - 1988 Lee Teng-hui 2000 |
| Prezydent Tanzanii                                                 | - 1985 Ali Hassan Mwinyi 1995 |
| Premier Tanzanii                                                   | - 1990 John Malecela 1994 |
| Prezydent Togo                                                     | - 1967 Gnassingbé Eyadéma 2005 |
| Premier Togo                                                       | - 1991 Joseph Kokou Koffigoh 1994 |
| Król Tonga                                                         | - 1965 Taufaʻahau Tupou IV 2006 |
| Premier Tonga                                                      | - 1991 Siaʻosi Tuʻihala Alipate Tupou 2000 |
| Prezydent Trynidadu i Tobago                                       | - 1987 Noor Hassanali 1997 |
| Premier Trynidadu i Tobago                                         | - 1991 Patrick Manning 1995 |
| Prezydent Tunezji                                                  | - 1987 Zajn al-Abidin ibn Ali 2011 |
| Premier Tunezji                                                    | - 1989 Hamid al-Karawi 1999 |
| Prezydent Turcji                                                   | - 1989 Turgut Özal 1993 - 1993 Hüsamettin Cindoruk 1993 - 1993 Süleyman Demirel 2000                                                                           |
| Premier Turcji                                                     | - 1991 Süleyman Demirel 1993 - 1993 Tansu Çiller 1996 |
| Prezydent Turkmenistanu                                            | - 1991 Saparmyrat Nyýazow 2006 |
| Prezydent Ugandy                                                   | - 1986 Yoweri Museveni |
| Premier Ugandy                                                     | - 1991 George Cosmas Adyebo 1994 |
| Prezydent Ukrainy                                                  | - 1991 Łeonid Krawczuk 1994 |
| Premier Ukrainy                                                    | - 1992 Łeonid Kuczma 1993 - 1993 Juchym Zwiahilski 1994 |
| Prezydent Urugwaju                                                 | - 1990 Luis Alberto Lacalle 1995 |
| Prezydent USA                                                      | - 1989 George H.W. Bush 1993 - 1993 Bill Clinton 2001 |
| Prezydent Uzbekistanu                                              | - 1991 Islom Karimov 2016 |
| Premier Uzbekistanu                                                | - 1992 Abdulxashim Mutalov 1995 |
| Prezydent Vanuatu                                                  | - 1989 Frederick Karlomuana Timakata 1994 |
| Premier Vanuatu                                                    | - 1991 Maxime Carlot Korman 1995 |
| Prezydent Wenezueli                                                | - 1989 Carlos Andrés Pérez 1993 - 1993 Ramón José Velásquez 1994                                                                                               |
| Prezydent Węgier                                                   | - 1990 Árpád Göncz 2000 |
| Premier Węgier                                                     | - 1990 József Antall 1993 - 1993 Péter Boross 1994 |
| Monarcha Wielkiej Brytanii                                         | - 1952 Elżbieta II 2022 |
| Premier Wielkiej Brytanii                                          | - 1990 John Major 1997 |
| Prezydent Wietnamu                                                 | - 1992 Lê Đức Anh 1997 |
| Premier Wietnamu                                                   | - 1991 Võ Văn Kiệt 1997 |
| Prezydent Włoch                                                    | - 1992 Oscar Luigi Scalfaro 1999 |
| Premier Włoch                                                      | - 1992 Giuliano Amato 1993 - 1993 Carlo Azeglio Ciampi 1994 |
| Prezydent WKS                                                      | - 1960 Félix Houphouët-Boigny 1993 - 1993 Henri Konan Bédié 1999                                                                                               |
| Premier WKS                                                        | - 1990 Alassane Ouattara 1993 - 1993 Daniel Kablan Duncan 1999                                                                                                 |
| Prezydent Wysp Marshalla                                           | - 1986 Amata Kabua 1996 |
| Prezydent Wysp Świętego Tomasza i Książęcej                        | - 1991 Miguel Trovoada 1995 |
| Prezydent Zambii                                                   | - 1991 Frederick Chiluba 2002 |
| Prezydent Zairu                                                    | - 1971 Mobutu Sese Seko 1997 |
| Prezydent Zimbabwe                                                 | - 1987 Robert Mugabe 2017 |
| Premier Zimbabwe                                                   | - 1987 urząd zniesiony 2009 |
| Prezydent ZEA                                                      | - 1971 Zajid ibn Sultan Al Nahajjan 2004 |
| Premier ZEA                                                        | - 1990 Maktum ibn Raszid al-Maktum 2006 |

Rok 1993 / MCMXCIII
stulecia: XIX wiek ~
XX wiek ~
XXI wiek

dziesięciolecia:
1960–1969 •
1970–1979 •
1980–1989 •
1990–1999
• 2000–2009
• 2010–2019
• 2020–2029

lata: 1983 «
1988 «
1989 «
1990 «
1991 «
1992 «
1993
» 1994
» 1995
» 1996
» 1997
» 1998
» 2003

## Rok 1993 ogłoszono
- Rokiem Świętym Jakubowym

## Wydarzenia w Polsce

### Styczeń
- 1 stycznia – 
  - Czarna Woda uzyskała prawa miejskie[1].
  - utworzono gminy: Warszawa-Ursus, Boronów, Czarna Woda, Jejkowice, Kornowac, Gawłuszowice[1].
- 3 stycznia – pierwszy koncert Wielkiej Orkiestry Świątecznej Pomocy.
- 6 stycznia – odbyła się premiera filmu Wielka wsypa.
- 7 stycznia – Sejm przyjął tzw. ustawę antyaborcyjną[2].
- 8 stycznia – Sejm przyjął ustawę o podatku od towarów i usług oraz o podatku akcyzowym.
- 10 stycznia – premiera filmu Trzy kolory. Niebieski.
- 14 stycznia – na Bałtyku u wybrzeży Rugii zatonął podczas sztormu polski prom kolejowo-samochodowy Jan Heweliusz; zginęło 55 osób, uratowano 9.
- 15 stycznia – premiera filmu Kawalerskie życie na obczyźnie.
- 17 stycznia – w Jeleniej Górze zarejestrowano najwyższą krajową temperaturę w styczniu (+17,0 °C).
- 18 stycznia – ukazało się pierwsze wydanie tygodnika Tele Tydzień.
- 19 stycznia – Polska ratyfikowała Europejską Konwencję Praw Człowieka.
- 23–24 stycznia – I Kongres Unii Pracy. Przewodniczącym – Ryszard Bugaj.

### Luty
- 6–14 lutego – w Zakopanem odbyła się 16. Uniwersjada Zimowa.
- 10 lutego – powstała Polska Federacja Karate Tradycyjnego.
- 18 lutego – na Górnym Śląsku odbył się 24-godzinny strajk ostrzegawczy przeciwko planowi zlikwidowania możliwości wspólnego opodatkowania się małżonków.
- 19 lutego – w Wojsku Polskim została wprowadzona dewiza Bóg, Honor, Ojczyzna.
- 22 lutego – przedstawiciele pracodawców i związków zawodowych podpisali pakt o przedsiębiorstwie.

### Marzec
- 2 marca – została założona fundacja Wielka Orkiestra Świątecznej Pomocy.
- 5 marca – Jarosław Kaczyński ujawnił tajną instrukcję UOP, dotyczącą zakładania podsłuchów i inwigilacji partii politycznych.
- 7 marca – rozpoczęła nadawanie pierwsza komercyjna telewizja Polonia 1.
- 10 marca – w Katowicach rozpoczął się proces w sprawie wydarzeń w kopalni „Wujek” z dnia 16 grudnia 1981.
- 16 marca – do kiosków trafia pierwszy numer miesięcznika komputerowego „Secret Service”.
- 21 marca – II Kongres SdRP: przewodniczącym Rady Naczelnej został Aleksander Kwaśniewski, wiceprzewodniczącymi – Leszek Miller, Józef Oleksy i Izabella Sierakowska. Przyjęto program pt. „Polska sprawiedliwa, suwerenna, bezpieczna.”
- 31 marca – TV Polonia rozpoczęła regularną emisję programu.

### Kwiecień
- 1 kwietnia – powstała Jastrzębska Spółka Węglowa.
- 5 kwietnia – rybacy zablokowali porty w Gdańsku, Gdyni i Szczecinie, żądając ograniczenia importu ryb.
- 6 kwietnia – został zarejestrowany Polski Związek Bilardowy.
- 7/8 kwietnia – w nocy spłonął zabytkowy drewniany kościół w Sieklówce (diecezja rzeszowska).
- 8 kwietnia – powstało Wyższe Seminarium Duchowne w Rzeszowie.
- 9 kwietnia – zakończono produkcję montowanego w samochodach Warszawa, Żuk, Tarpan i Nysa polskiego silnika S-21.
- 18 kwietnia – premiera serialu Żegnaj, Rockefeller.
- 22 kwietnia – na Giełdzie Papierów Wartościowych uruchomiono rynek równoległy.
- 25 kwietnia – II zjazd UD. Tadeusz Mazowiecki przewodniczącym partii.
- 29 kwietnia – sekretarzem generalnym Konferencji Episkopatu został sufragan sosnowiecki ks. bp Tadeusz Pieronek.
- 29–30 kwietnia – wizyta premiera Szwecji, Carla Bildta.
- 30 kwietnia:
  - na sztandary Wojska Polskiego została wprowadzona dewiza Bóg, Honor, Ojczyzna.
  - Sejm przyjął ustawę o narodowych funduszach inwestycyjnych, znaną jako Program Powszechnej Prywatyzacji.

### Maj
- 1 maja – Polska uznała jurysdykcję Europejskiego Trybunału Praw Człowieka.
- 3 maja – papieżowi Janowi Pawłowi II jako pierwszemu Polakowi w III RP został przyznany Order Orła Białego.
- 5 maja – rozpoczął się strajk sfery budżetowej.
- 15 maja – premiera filmu Kolejność uczuć w reżyserii Radosława Piwowarskiego.
- 21 maja – strajk komunikacji miejskiej w Warszawie.
- 25 maja – rozpoczęła się wizyta Matki Teresy z Kalkuty.
- 28/29 maja – Sejm przegłosował wotum nieufności dla rządu Hanny Suchockiej[2].
- 29 maja:
  - prezydent Lech Wałęsa rozwiązał Sejm i Senat, zarządzając przedterminowe wybory[2].
  - Polska zremisowała z Anglią 1:1 w rozegranym w Chorzowie meczu eliminacyjnym do Mistrzostw Świata.
- 31 maja-14 października – brak urzędującego Sejmu i Senatu.

### Czerwiec
- 5 czerwca – odbyło się uroczyste otwarcie miasta Borne Sulinowo w powiecie szczecineckim, byłego garnizonu Armii Radzieckiej[2].
- 10 czerwca:
  - z inicjatywy Lecha Wałęsy powstał Bezpartyjny Blok Wspierania Reform (BBWR).
  - założono Wyższe Seminarium Duchowne w Kaliszu.
- 16 czerwca – Jacek Kuroń został odznaczony francuskim Orderem Legii Honorowej.
- 28 czerwca – premiera filmu Pograbek w reżyserii Jana Jakuba Kolskiego.
- 29 czerwca – otwarto Muzeum Katyńskie w Warszawie.

### Lipiec
- 5 lipca – wszedł w życie podatek od wartości dodanej VAT.
- 9 lipca – w katastrofie szybowca na warszawskim osiedlu Słodowiec zginął pilot.
- 28 lipca – parafowano konkordat między rządem RP a Watykanem.
- 31 lipca – założono Polski Związek Golfa.

### Sierpień
- 6 sierpnia – rosyjska brygada łączności specjalnej, jako ostatni zwarty oddział stacjonujący w Polsce, opuściła Rembertów.
- 7 sierpnia – ukazało się ostatnie wydanie Świata Młodych.
- 10 sierpnia – w Swarzędzu pod Poznaniem dokonano, określanego mianem „polskiego napadu stulecia”, napadu na konwój pieniędzy Swarzędzkiej Fabryki Mebli.
- 13 sierpnia – Korfantów, Myszyniec, Piaski i Tykocin odzyskały prawa miejskie[3].
- 15 sierpnia – Polsat – pierwsza polska telewizja komercyjna – rozpoczęła nadawanie własnego serwisu informacyjnego Informacje.
- 20 sierpnia – premiera filmu Uprowadzenie Agaty.
- 24 sierpnia – z oficjalną wizytą do Polski przybył prezydent Rosji Borys Jelcyn.
- 26 sierpnia – obroty na giełdzie przekroczyły bilion zł.
- 27 sierpnia – premiera filmu Człowiek z...

### Wrzesień
- 5 września – pożar w zajezdni tramwajowej w Grudziądzu, w którym zniszczonych zostało 11 wozów.
- 8 września – 7 osób zginęło, a ponad 50 zostało rannych w katastrofie tramwaju w Poznaniu.
- 9 września – utworzono Biebrzański Park Narodowy.
- 13 września – prochy Ignacego Mościckiego zostały sprowadzone ze Szwajcarii i złożone w krypcie archikatedry Świętego Jana.
- 14 września – Airbus A320 linii Lufthansa rozbił się podczas lądowania na lotnisku Warszawa-Okęcie. Zginął jeden członek załogi oraz jeden pasażer, 45 osób było rannych.
- 16 września – powstał Park Narodowy Gór Stołowych.
- 17 września:
  - ostatni żołnierze Północnej Grupy Wojsk armii rosyjskiej opuścili terytorium Polski (w okresie od 8 kwietnia 1991 wycofano łącznie: 60 tys. żołnierzy, ponad 1,5 tys. czołgów i wozów bojowych, 400 dział i moździerzy, ponad 300 samolotów i śmigłowców oraz 500 tys. t środków walki).
  - Kraków: w krypcie Świętego Leonarda na Wawelu złożono trumnę z prochami generała Władysława Sikorskiego, sprowadzone z Wielkiej Brytanii.
- 19 września – wybory parlamentarne; przy frekwencji 52,1%, najwięcej mandatów do Sejmu uzyskały: Sojusz Lewicy Demokratycznej – 171, Polskie Stronnictwo Ludowe – 132, Unia Demokratyczna – 74.
- 20 września – odbyła się premiera filmu Balanga.
- 21 września – w Gdańsku prezydent Francji – François Mitterrand – i Niemiec – Richard von Weizsäcker – zostali uhonorowani doktoratami honoris causa miejscowego uniwersytetu; spotkanie z Lechem Wałęsą.
- 22 września – pierwsza wizyta w Polsce króla Szwecji, Karola XVI Gustawa.

### Październik
- 2 października – Glinojeck, Borne Sulinowo, Kleszczele, Alwernia i Frampol uzyskały prawa miejskie[4].
- 13 października – podpisano umowę koalicyjną pomiędzy SLD a PSL. Z negocjacji wycofała się Unia Pracy.
- 14 października:
  - marszałkiem Sejmu został Józef Oleksy z SLD, wicemarszałkami: Józef Zych z PSL, Olga Krzyżanowska z UD, Aleksander Małachowski z UP. Marszałkiem senatu został Adam Struzik z PSL, a wicemarszałkami – Ryszard Czarny z SLD, Zofia Kuratowska z UD i Stefan Jurczak z „Solidarności”.
  - założono Muzeum Byłego Obozu Zagłady w Sobiborze.
- 15 października – rozpoczęto produkcję samochodu dostawczego Lublin.
- 22 października – premiera filmu Lepiej być piękną i bogatą.
- 25 października – prezydent Finlandii Mauno Koivisto został odznaczony Orderem Orła Białego.
- 26 października – Sejm powołał Waldemara Pawlaka na stanowisko premiera rządu koalicyjnego SLD – PSL.

### Listopad
- 2 listopada – podczas emitowanego na żywo programu telewizyjnego Kurier o poranku, sprowadzona do studia cyrkowa niedźwiedzica zaatakowała i lekko zraniła jedną z pracownic WOT.
- 9 listopada – Aleksander Kwaśniewski, przewodniczący Klubu Parlamentarnego SLD, objął przewodnictwo Komisji Konstytucyjnej Zgromadzenia Narodowego.
- 16 listopada – Sejm Rzeczypospolitej Polskiej przyjął ustawę lustracyjną.
- 18 listopada – przewodniczącym Trybunału Konstytucyjnego został Andrzej Zoll.
- 24 listopada – w budynku Synagogi Bne Emuna w Krakowie otwarte zostało Centrum Kultury Żydowskiej.
- 30 listopada – założono Bezpartyjny Blok Wspierania Reform.

### Grudzień
- 1 grudnia:
  - Gromosław Czempiński został szefem Urzędu Ochrony Państwa.
  - zainaugurowała działalność Katolicka Agencja Informacyjna.
- 4 grudnia – Telewizja Polska wyemitowała 1. odcinek serialu Czterdziestolatek. 20 lat później.
- 9 grudnia – premiera filmu Dwa księżyce.
- 10 grudnia – Instytut Informatyki Uniwersytetu Wrocławskiego powołał organizowaną corocznie olimpiadę informatyczną, skierowaną do uczniów szkół średnich.
- 14 grudnia – premiera filmu Samowolka.
- 20 grudnia – Henryk Apostel został selekcjonerem reprezentacji Polski w piłce nożnej.
- 28 grudnia – w Poznaniu Aleksander Kwaśniewski został wybrany przez tygodnik „Wprost” Człowiekiem Roku 1993.
- 31 grudnia:
  - Bieżuń, Działoszyn, Kamieńsk, Pilica, Torzym i Wąchock otrzymały prawa miejskie.
  - według danych GUS liczba bezrobotnych osiągnęła 2,9 mln, co stanowiło ok. 16% zawodowo czynnych.

### Data dzienna nieznana
- Na polski rynek wszedł międzynarodowy koncern Unilever, wprowadzający marki takie jak: Algida, Rama i Lipton.
- Założono kwartalnik Bez Dogmatu.

## Wydarzenia na świecie

### Styczeń
- 1 stycznia:
  - Dania objęła prezydencję w Radzie Unii Europejskiej.
  - rozpad Czechosłowacji na dwa odrębne niepodległe państwa – Czechy i Słowację[2].
  - Rozpoczęła nadawanie Česká televize.
- 3 stycznia – podpisanie przez USA i Rosję w Moskwie porozumienia rozbrojeniowego START II.
- 5 stycznia – na szkockich Szetlandach rozbił się tankowiec MV „Braer”, co spowodowało wyciek 84 700 ton ropy naftowej.
- 7 stycznia – Norweg Erling Kagge jako pierwszy zdobył samotnie biegun południowy.
- 8 stycznia – serbscy zamachowcy zastrzelili wicepremiera Bośni i Hercegowiny Hakiję Turajlicia.
- 13 stycznia:
  - w Paryżu podpisano Konwencję o zakazie broni chemicznej.
  - Erich Honecker został zwolniony z więzienia ze względu na zły stan zdrowia.
- 14 stycznia – 9 geologów zginęło w wyniku erupcji wulkanu Galeras w Kolumbii.
- 15 stycznia – w Palermo został aresztowany szef mafii Salvatore Riina.
- 17 stycznia – został aresztowany włoski seryjny morderca Pietro Pacciani („Potwór z Florencji”).
- 18 stycznia – oblężenie Sarajewa: rozpoczęto kopanie tunelu pod lotniskiem międzynarodowym, który po 5 miesiącach połączył odcięte od świata miasto z terenami nieopanowanymi przez Serbów.
- 19 stycznia – Czechy i Słowacja zostały przyjęte do ONZ.
- 20 stycznia – Bill Clinton został zaprzysiężony na 42. prezydenta Stanów Zjednoczonych.
- 25 stycznia:
  - Poul Nyrup Rasmussen został premierem Danii.
  - pakistański emigrant Mir Aimal Kasi ostrzelał samochody przed kwaterą główną CIA w Langley w stanie Wirginia, zabijając 2 i raniąc 3 osoby.
- 26 stycznia – Václav Havel został wybrany przez parlament na prezydenta Czech.
- 27 stycznia – premiera filmu Goście, goście.
- 28 stycznia – w stolicy Zairu (obecnie Demokratyczna Republika Kongo) Kinszasie wybuchły zamieszki wywołane przez niezadowolonych z wysokości żołdu żołnierzy; zginęło około tysiąca osób, w tym ambasador Francji Philippe Bernard.
- 29 stycznia – francuscy komandosi wylądowali w pogrążonej w zamieszkach stolicy Zairu Kinszasie w celu ochrony obywateli francuskich.
- 30 stycznia – pociąg osobowy wpadł do rzeki na trasie Mombasa – Nairobi w Kenii; zginęło 140 osób.
- 1 lutego:
  - Rumunia podpisała w Brukseli umowę stowarzyszeniową ze Wspólnotami Europejskimi.
  - w Brukseli rozpoczęły się negocjacje w sprawie przystąpienia Austrii, Finlandii i Szwecji do Unii Europejskiej.
- 2 lutego:
  - Václav Havel został zaprzysiężony na prezydenta Republiki Czeskiej.
  - 72 osoby zginęły, a ponad 80 zostało rannych w wyniku ostrzału rakietowego Kabulu.
  - została uchwalona Konstytucja Andory.
- 5 lutego – Robert James Woolsey został dyrektorem CIA.
- 8 lutego:
  - Czechy i Słowacja wprowadziły własne waluty w miejsce korony czechosłowackiej.
  - w wyniku zderzenia nad Teheranem samolotu pasażerskiego Tu-154M z bombowcem Su-24 zginęły 133 osoby.
- 10 lutego – Lien Chan został premierem Tajwanu.
- 12 lutego:
  - były dyktator Mali Moussa Traoré został skazany na karę śmierci za zbrodnie popełnione w czasie swoich rządów.
  - premiera filmu Dzień świstaka.
- 14 lutego – Algirdas Brazauskas zwyciężył w pierwszych bezpośrednich wyborach prezydenckich na Litwie.
- 15 lutego – Michal Kováč został wybrany przez parlament na pierwszego prezydenta niepodległej Słowacji.
- 17 lutego – w katastrofie promu pasażerskiego u wybrzeży Haiti zginęło ponad 1200 osób.
- 21 lutego – Ukrainiec Serhij Bubka ustanowił w Doniecku aktualny halowy rekord świata w skoku o tyczce (6,15 m).
- 22 lutego – dokonano oblotu amerykańskiego samolotu pasażerskiego McDonnell Douglas MD-90.
- 25 lutego – Kim Young-sam został prezydentem Korei Południowej.
- 26 lutego:
  - samochód-pułapka wjechał na podziemny parking pod World Trade Center w Nowym Jorku, po czym eksplodował. W wyniku wybuchu zginęło 6 osób, a ponad 1000 zostało rannych.
  - premiera filmu Upadek.
- 28 lutego – 4 agentów ATF zginęło, a 19 zostało rannych w wyniku strzelaniny z członkami sekty Gałąź Dawidowa, podczas próby dokonania rewizji ich siedziby na farmie w Waco (Teksas).
- 2 marca – Michal Kováč został prezydentem Słowacji.
- 5 marca – 83 osoby zginęły w katastrofie samolotu Fokker 100 linii Palair Macedonian w Skopju.
- 10 marca – Adolfas Šleževičius został premierem Litwy.
- 12 marca – ponad 250 osób zginęło w zamachach bombowych w Bombaju.
- 14 marca:
  - inauguracja działalności uniwersytetu medycznego Campus Bio-Medico w Rzymie, powstałego z inicjatywy Opus Dei.
  - w referendum ogólnokrajowym została przyjęta konstytucja Andory.
- 17 marca – 60 osób zginęło, ponad 100 zostało rannych w zamachach bombowych na 2 budynki mieszkalne w Kalkucie.
- 20 marca – w zamachu bombowym IRA w angielskim Warrington zginęło dwoje dzieci, a ponad 50 osób zostało rannych.
- 21 marca:
  - w Rosji Borys Jelcyn wprowadził rządy prezydenckie.
  - Klaudyna Thévenet i Teresa od Jezusa z Andów zostały kanonizowane przez papieża Jana Pawła II.
- 22 marca – oficjalny debiut mikroprocesora Pentium firmy Intel.
- 24 marca:
  - Ezer Weizman został wybrany przez parlament na prezydenta Izraela.
  - została odkryta kometa Shoemaker-Levy 9, która w lipcu 1994 roku uderzyła w Jowisza.
- 27 marca:
  - Jiang Zemin został przewodniczącym ChRL.
  - Algieria zerwała stosunki dyplomatyczne z Iranem i odwołała ambasadora z Sudanu, zarzucając tym państwom popieranie antyrządowych grup zbrojnych.
  - Mahamane Ousmane wygrał w II turze wybory prezydenckie w Nigrze.
  - w Lesotho odbyły się pierwsze od 1970 roku wielopartyjne wybory.
  - Albert Zafy został prezydentem Madagaskaru.
- 28 marca:
  - w Galaktyce Bodego w konstelacji Wielkiej Niedźwiedzicy odkryto supernową SN 1993J.
  - rozpoczęła się ONZ-owska operacja UNOSOM II w Somalii.
- 29 marca:
  - Édouard Balladur został premierem Francji.
  - odbyła się 65. ceremonia wręczenia Oscarów.
- 2 kwietnia – uchwalono konstytucję Lesotho.
- 4 kwietnia – dokonano oblotu holenderskiego samolotu pasażerskiego Fokker 70.
- 5 kwietnia – w Gruzji wprowadzono walutę narodową lari.
- 6 kwietnia:
  - rozpoczęła działalność Praska Giełda Papierów Wartościowych.
  - w zakładach wzbogacania uranu w zamkniętym rosyjskim mieście Siewiersk w obwodzie tomskim, podczas czyszczenia kwasem azotowym doszło do wybuchu zbiornika reaktora wytwarzającego pluton i powstania chmury radioaktywnego gazu.
  - przyjęto hymn Karelii.
  - Czech Jan Železný ustanowił w Petersburgu rekord świata w rzucie oszczepem (95,54 m).
- 8 kwietnia – Macedonia została członkiem ONZ.
- 10 kwietnia:
  - polski emigrant Janusz Waluś zastrzelił na przedmieściach Boksburga czarnoskórego przywódcę południowoafrykańskich komunistów Chrisa Haniego.
  - japońska sonda Hiten rozbiła się o powierzchnię Księżyca.
- 12 kwietnia – wojna w Bośni: lotnictwo NATO rozpoczęło patrolowanie strefy zakazu lotów nad Bośnią.
- 13 kwietnia – został aresztowany rosyjski seryjny morderca Siergiej Riachowski („rozpruwacz z Bałaszychy”).
- 15 kwietnia – założono rosyjskie przedsiębiorstwo naftowe Jukos.
- 16 kwietnia – Mahamane Ousmane został prezydentem Nigru.
- 17 kwietnia:
  - ONZ wprowadził gospodarczą blokadę Jugosławii.
  - prezydent Czeczenii Dżochar Dudajew rozwiązał parlament.
- 18 kwietnia – papież Jan Paweł II beatyfikował siostrę Faustynę Kowalską.
- 19 kwietnia:
  - w Waco zakończyło się oblężenie i pożar na ranczu sekty Davida Koresha. Zginęło 81 osób.
  - 8 osób, w tym gubernator Dakoty Południowej George Mikelson, zginęło w katastrofie lotniczej w Zwingle w stanie Iowa.
- 20 kwietnia – powstała organizacja ekologiczna Międzynarodowy Zielony Krzyż.
- 21 kwietnia:
  - były boliwijski dyktator Luis García Meza został skazany na 30 lat pozbawienia wolności.
  - stacja CBS rozpoczęła emisję serialu Strażnik Teksasu.
- 22 kwietnia – powstała Chińska Narodowa Agencja Kosmiczna zarządzająca chińskim programem kosmicznym.
- 23 kwietnia:
  - powstała Prefektura apostolska Wysp Marshalla.
  - rozpoczęło się trzydniowe referendum niepodległościowe w Erytrei, w którym większość głosujących opowiedziała się za odłączeniem od Etiopii.
- 25 kwietnia – odbyła się 58. podróż apostolska Jana Pawła II do Albanii.
- 26 kwietnia:
  - rozpoczęła się misja STS-55 wahadłowca Columbia.
  - Aurangabad, Indie: 56 osób zginęło w katastrofie Boeinga 737.
- 27 kwietnia – u wybrzeży Gabonu rozbił się samolot z piłkarską reprezentacją Zambii. Zginęło m.in. 18 piłkarzy.
- 28 kwietnia:
  - we Włoszech utworzono rząd Carla Azeglia Ciampiego.
  - weszła w życie Konstytucja Andory.
- 30 kwietnia – Hamburg: amerykańska tenisistka Monica Seles została w trakcie meczu zraniona nożem przez szaleńca.
- 1 maja:
  - rozruchy w Moskwie skierowane przeciwko rządom prezydenta Borysa Jelcyna. W zamieszkach brali udział zarówno komuniści, jak i nacjonaliści domagając się osądzenia Jelcyna.
  - w dokonanym przez Tamilskich Tygrysów zamachu bombowym podczas parady pierwszomajowej w Kolombo zginęły 24 osoby, w tym prezydent Sri Lanki Ranasinghe Premadasa.
- 3 maja – Etiopia uznała niepodległość swej byłej prowincji Erytrei.
- 5 maja:
  - Mercedes-Benz zakończył produkcję modelu 190.
  - uchwalono pierwszą poradziecką konstytucję Kirgistanu.
- 7 maja – Ranil Wickremesinghe został premierem Sri Lanki.
- 10 maja – w Kirgistanie weszła do obiegu nowa waluta narodowa som.
- 11 maja – Jan Paweł II otworzył proces beatyfikacyjny Pawła VI.
- 13 maja – Ezer Weizman został prezydentem Izraela.
- 14 maja – Estonia, Litwa i Słowenia zostały przyjęte do Rady Europy.
- 15 maja – w irlandzkim Millstreet odbył się 38. Konkurs Piosenki Eurowizji.
- 16 maja – Süleyman Demirel został prezydentem Turcji.
- 18 maja:
  - w Danii odbyło się referendum zatwierdzające Traktat z Maastricht.
  - na Sycylii aresztowano Nitto Santapaola, jednego z przywódców mafii.
- 19 maja – 132 osoby zginęły w katastrofie Boeinga 727 w Kolumbii.
- 21 maja – częściowe zaćmienie Słońca widoczne nad Ameryką Północną, Arktyką i północną Europą.
- 23 maja – w Kambodży rozpoczęły się pięciodniowe, pierwsze wolne wybory parlamentarne po zakończeniu wojny domowej.
- 24 maja:
  - Erytrea uzyskała niepodległość od Etiopii; prezydentem państwa został Isajas Afewerki.
  - konflikt kurdyjsko-turecki: 33 tureckich żołnierzy i kilku cywilów zginęło w ataku na autobus przeprowadzonym przez kurdyjskich rebeliantów w południowo-wschodniej Turcji.
  - meksykański kardynał, arcybiskup metropolita Guadalajary Juan Jesús Posadas Ocampo zginął wraz z 6 innymi osobami w samochodzie ostrzelanym prawdopodobnie przez handlarzy narkotyków.
- 27 maja – przed galerią Uffizi we Florencji wybuchł samochód-pułapka, zginęło 5 osób.
- 28 maja – Erytrea i Monako przystąpiły do ONZ.
- 29 maja – w Solingen w Niemczech w wyniku podpalenia domu dla azylantów spłonęło 5 Turczynek.
- 1 czerwca – w oblężonym przez Serbów Sarajewie 15 osób zginęło, a 80 zostało rannych w ataku przeprowadzonym podczas meczu piłkarskiego.
- 5 czerwca – 24 żołnierzy pakistańskich z misji pokojowej UNOSOM II zginęło w Somalii z rąk bojówkarzy Mohameda Aidida.
- 6 czerwca – w Hiszpanii odbyły się wybory parlamentarne.
- 9 czerwca:
  - odbył się ślub japońskiego następcy tronu księcia Naruhito z Masako Owadą.
  - premiera filmu Park Jurajski w reżyserii Stevena Spielberga.
- 16 czerwca – premiera filmu kryminalnego Red Rock West w reżyserii Johna Dahla.
- 17 czerwca – Gulbuddin Hekmatjar został premierem Afganistanu.
- 18 czerwca – premiera filmu sensacyjnego Bohater ostatniej akcji w reżyserii Johna McTiernana.
- 21 czerwca – rozpoczęła się misja STS-57 wahadłowca Endeavour.
- 25 czerwca:
  - w Republice Litewskiej weszła do obiegu narodowa waluta – lit.
  - Kim Campbell i Tansu Çiller zostały pierwszymi kobietami na stanowisku premiera w historii Kanady i Turcji.
  - premiera komedii romantycznej Bezsenność w Seattle w reżyserii Nory Ephron.
- 26 czerwca – we francuskiej Tuluzie oddano do użytku pierwszą linię metra.
- 28 czerwca – został aresztowany amerykański seryjny morderca Joel Rifkin.
- 30 czerwca:
  - Czechy i Słowacja zostały członkami Rady Europy.
  - premiera filmu Firma.
- 1 lipca – Belgia objęła prezydencję w Radzie Unii Europejskiej.
- 2 lipca – w Londynie została założona Międzynarodowa Unia Biathlonu (IBU).
- 9 lipca:
  - brytyjskie ministerstwo spraw wewnętrznych ogłosiło publicznie, iż odnaleziono ciało cara Mikołaja II Romanowa i jego żony Aleksandry Fiodorownej w Jekaterynburgu.
  - czeski parlament przyjął ustawę o bezprawności reżimu komunistycznego i oporze przeciw niemu.
- 12 lipca – wybrzeża japońskiej wyspy Hokkaido: trzęsienie ziemi o sile 7,8 stopni w skali Richtera. Wywołana przez wstrząs fala tsunami uderzyła w wyspę Okushiri, w wyniku czego 202 osoby straciły życie.
- 19 lipca – czarny dzień kolei słowackich – tego dnia doszło do 3 poważnych wypadków kolejowych.
- 25 lipca – w Beninie strony konfliktu w Liberii podpisują porozumienie pokojowe, w wyniku którego ustanowiona zostanie misja obserwacyjna ONZ w Liberii (UNOMIL).
- 26 lipca – 68 osób zginęło w katastrofie Boeinga 737 w Korei Południowej.
- 27 lipca:
  - cła nałożone przez USA na polską stal uczyniły jej eksport do tego kraju nieopłacalnym.
  - Fidel Castro zapowiedział zniesienie kar za posiadanie dolarów.
  - podczas Igrzysk Panamerykańskich w Salamance Kubańczyk Javier Sotomayor ustanowił do dziś niepobity rekord świata w skoku wzwyż – 2,45 m.
- 28 lipca – Andora została przyjęta do ONZ.
- Sierpień – wprowadzono ranking FIFA.
- 2 sierpnia – brytyjski parlament ratyfikował Traktat z Maastricht.
- 4 sierpnia – podpisano porozumienia w Aruszy między stronami wojny domowej w Rwandzie.
- 6 sierpnia – papież Jan Paweł II wydał encyklikę Veritatis splendor.
- 8 sierpnia – został aresztowany włoski mafioso i zabójca dwojga dzieci Luigi Chiatti, zwany „potworem z Foligno”.
- 9 sierpnia:
  - Albert II Koburg został królem Belgów.
  - papież Jan Paweł II rozpoczął 60. podróż apostolską, w czasie której odwiedził Jamajkę, Meksyk i USA.
- 18 sierpnia – w norweskim Trondheim otwarto jedyny na świecie wyciąg rowerowy.
- 19 sierpnia – w Stuttgarcie, Brytyjka Sally Gunnell ustanowiła rekord świata w biegu na 400 m ppł. (52,74 s.)
- 20 sierpnia:
  - Międzynarodowy Trybunał Sprawiedliwości nakazał Australii wypłacenie Nauru, za szkody powstałe w wyniku wydobycia fosforytów w czasie australijskiego zarządu nad wyspą, rekompensaty w kwocie 107 milionów dolarów australijskich.
  - w Stuttgarcie, Brytyjczyk Colin Jackson ustanowił rekord świata w biegu na 110 m ppł. (12,91 s.)
- 21 sierpnia – NASA utraciła kontakt z sondą kosmiczną Mars Observer.
- 28 sierpnia:
  - w katastrofie samolotu Jak-40 w Tadżykistanie zginęły 82 osoby.
  - podczas przelotu sondy Galileo obok planetoidy Ida odkryto pierwszy księżyc planetoidy – Daktyla.
- 30 sierpnia – w Casablance oddano do użytku jeden z największych na świecie meczetów – Meczet Hasana II.
- 31 sierpnia – ostatni rosyjscy żołnierze opuścili Litwę.
- 4 września – papież Jan Paweł II rozpoczął podróż apostolską na Litwę, Łotwę i do Estonii.
- 6 września – Rosja: strajk ostrzegawczy górników ze 119 kopalń.
- 9 września – Organizacja Wyzwolenia Palestyny oficjalnie uznała państwo Izrael.
- 10 września – w USA wyemitowano premierowy odcinek serialu Z Archiwum X.
- 13 września – przywódca Organizacji Wyzwolenia Palestyny Jasir Arafat i premier Izraela Icchak Rabin podpisali w Waszyngtonie wynegocjowane w Oslo porozumienia, które dały początek powołaniu Autonomii Palestyńskiej.
- 21 września:
  - kryzys konstytucyjny w Rosji: prezydent Borys Jelcyn rozwiązał Radę Najwyższą, a ta w odwecie odwołała go ze stanowiska. Nowym prezydentem wybrany został Aleksandr Ruckoj.
  - abchascy separatyści zestrzelili gruziński samolot Tu-134; zginęło 27 osób.
- 22 września:
  - abchascy rebelianci zestrzelili podchodzący do lądowania w Suchumi gruziński samolot Tu-154B; zginęło 106 osób.
  - w katastrofie kolejowej w Mobile (Alabama) zginęło 47 osób, a 103 zostały ranne.
- 24 września – Norodom Sihanouk ponownie został królem Kambodży.
- 27 września:
  - Suchumi zostało zajęte przez abchaskich separatystów, którzy następnie dokonali masakry mieszkających w mieście Gruzinów.
- 30 września – trzęsienie ziemi zniszczyło miasto Latur w zachodnich Indiach; zginęło 7928 osób, około 30 tys. zostało rannych.
- 3 października:
  - w Moskwie doszło do starć między stronnikami prezydenta a zwolennikami parlamentu, Borys Jelcyn wprowadził w Rosji stan wyjątkowy.
  - w Mogadiszu w Somalii stoczono bitwę wojsk amerykańskich z bojownikami przywódcy klanowego Mohameda Farraha Aidida.
- 4 października – ewakuacją Amerykanów zakończyła się w Mogadiszu dwudniowa bitwa amerykańskich oddziałów z milicją i cywilami somalijskimi. Zginęło 18 żołnierzy USA i ponad 1000 Somalijczyków.
- 15 października:
  - Norweski Komitet Noblowski przyznał – za zniesienie apartheidu – Pokojową Nagrodę Nobla Nelsonowi Mandeli, przywódcy Afrykańskiego Kongresu Narodowego, i Frederikowi Willemowi De Klerkowi, prezydentowi Republiki Południowej Afryki.
  - w Las Vegas otwarto Hotel Luksor.
- 17 października – na Mauritiusie powołano Organizację dla Harmonizacji Prawa Afrykańskiego (OHADA).
- 19 października – Benazir Bhutto po raz drugi objęła stanowisko premiera Pakistanu.
- 21 października – ekstremiści Tutsi zabili pierwszego demokratycznego prezydenta Burundi Melchiora Ndadaye; początek wojny domowej w Burundi.
- 22 października – Ange-Félix Patassé został prezydentem Republiki Środkowoafrykańskiej.
- 23 października – 10 osób zginęło, a 57 zostało rannych w wyniku zamachu bombowego IRA na sklep rybny w Belfaście.
- 25 października – Crispin Anselm Sorhaindo został prezydentem Dominiki.
- 30 października – 7 osób zginęło w napadzie Bojowników o Wolność Ulsteru na przyjęcie halloweenowe w barze w Greysteel w Irlandii Północnej.
- 31 października – otwarto Muzeum Czekolady w Kolonii.
- 1 listopada:
  - wejście w życie traktatu z Maastricht: powstała Unia Europejska.
  - w Turkmenistanie wprowadzono nową walutę narodową – manat.
- 4 listopada – pochodzący z Quebecu Jean Chrétien został premierem Kanady.
- 9 listopada – w stolicy Hercegowiny Mostarze chorwacka armia zburzyła Stary Most nad Neretwą.
- 20 listopada – 116 osób zginęło w katastrofie samolotu Jak-42 linii Avioimpex w Macedonii.
- 22 listopada – w Armenii wprowadzono walutę narodową dram.
- 24 listopada – premiera filmu Pani Doubtfire.
- 29 listopada – w Mołdawii wszedł do obiegu lej mołdawski.
- 30 listopada – odbyła się premiera filmu Lista Schindlera.
- 1 grudnia – wystartowała niemiecka telewizja muzyczna VIVA.
- 2 grudnia:
  - załoga wahadłowca Endeavour rozpoczęła naprawę Teleskopu Hubble’a.
  - w kolumbijskim Medellín w strzelaninie z siłami bezpieczeństwa zginął baron narkotykowy Pablo Escobar.
- 5 grudnia – burmistrz Wiednia Helmut Zilk został ciężko ranny w zamachu dokonanym przy użyciu bomby umieszczonej w przesyłce pocztowej.
- 8 grudnia – odkryto kometę 147P/Kushida-Muramatsu.
- 10 grudnia – premiera gry komputerowej Doom.
- 12 grudnia:
  - w Rosji odbyły się wybory parlamentarne oraz referendum konstytucyjne.
  - Péter Boross został premierem Węgier.
  - premiera filmu W imię ojca.
- 17 grudnia – premiera filmu Raport Pelikana.
- 19 grudnia – urzędujący prezydent Lansana Conté zwyciężył w pierwszych w historii wolnych wyborach prezydenckich w Gwinei.
- 20 grudnia – Zgromadzenie Ogólne ONZ przyjęło Deklarację o eliminacji przemocy wobec kobiet.
- 25 grudnia – weszła w życie Konstytucja Rosji.
- 29 grudnia – na hongkońskiej wyspie Lantau odsłonięto największy na świecie posąg siedzącego Buddy wykonany z brązu.
- 30 grudnia – Izrael i Watykan nawiązały stosunki dyplomatyczne.
- 31 grudnia – weszła w życie nowa konstytucja Peru.

## Urodzili się
- 1 stycznia:
  - Gamze Alikaya, turecka siatkarka
  - Sifan Hassan, holenderska lekkoatletka, biegaczka średnio- i długodystansowa pochodzenia etiopskiego
  - Artemis Spanu, grecka koszykarka
- 2 stycznia – Daniel Huber, austriacki skoczek narciarski
- 3 stycznia:
  - Evelis Aguilar, kolumbijska lekkoatletka, wieloboistka
  - Naveed Ahmed, pakistański piłkarz
  - Kaisa Alanko, fińska siatkarka
  - Sara Alberti, włoska siatkarka
  - Ana Gonçalves, angolska koszykarka
  - Shi Jinglin, chińska pływaczka
- 4 stycznia:
  - Tomasz Gielo, polski koszykarz
  - James McAdoo, amerykański koszykarz
  - Scott Redding, brytyjski motocyklista
  - Saleh Salem, emiracki szachista
  - George Thorne, angielski piłkarz
- 6 stycznia:
  - Pat Connaughton, amerykański koszykarz
  - Anna Gyarmati, węgierska snowboardzistka
- 7 stycznia – Katarzyna Adamowicz, polska szachistka
- 8 stycznia:
  - Anna Espar, hiszpańska piłkarka wodna
  - Brooke Greenberg, Amerykanka z rzadką chorobą (syndrom X) (zm. 2013)
  - William Karlsson, szwedzki hokeista
  - Tang Yi, chińska pływaczka
- 9 stycznia:
  - Ashley Argota, amerykańska aktorka
  - Katarina Johnson-Thompson, brytyjska lekkoatletka, wieloboistka
- 10 stycznia:
  - Ryan Klapp, luksemburski piłkarz
  - Tetiana Ptaszkina, ukraińska lekkoatletka, trójskoczkini
- 11 stycznia:
  - Nadia Eke, ghańska lekkoatletka, trójskoczkini
  - Sandra Lichtenstein, polska piłkarka
  - Ankita Raina, indyjska tenisistka
- 12 stycznia:
  - Zayn Malik, brytyjski piosenkarz, członek One Direction
  - Katarzyna Piecaba, polska piłkarka ręczna
- 13 stycznia:
  - Xénia Krizsán, węgierska lekkoatletka, wieloboistka
  - Adelina Zagidullina, rosyjska florecistka
- 14 stycznia – Marija Łasickiene, rosyjska lekkoatletka, skoczkini wzwyż
- 15 stycznia:
  - Stella Heiß, niemiecka curlerka
  - Bartłomiej Kłusek, polski skoczek narciarski
  - Karolina Kołeczek, polska lekkoatletka, płotkarka
- 16 stycznia:
  - Amandine Hesse, francuska tenisistka
  - Alice Nayo, francuska koszykarka
- 18 stycznia:
  - Elin Gustavsson, szwedzka koszykarka
  - Cristina Dinu, rumuńska tenisistka
  - Morgan York, amerykańska aktorka
- 22 stycznia – Koleta Łyszkiewicz, polska siatkarka
- 24 stycznia – Jazmon Gwathmey, portorykańska koszyarka
- 25 stycznia – Tomasz Byrt, polski skoczek narciarski
- 26 stycznia:
  - Kevin Pangos, kanadyjski koszykarz, posiadający także słoweńskie obywatestwo
  - Alice Powell, brytyjska zawodniczka wyścigowów samochodowych
  - Ilka Van de Vyver, belgijska siatkarka
  - Iryna Żuk, białoruska lekkoatletka, tyczkarka
- 27 stycznia:
  - Justyna Łukasik, polska siatkarka
  - Honorata Syncerz, polska piłkarka ręczna
- 28 stycznia - Coline Varcin, francuska biathlonistka
- 29 stycznia:
  - Michelle Larcher de Brito, portugalska tenisistka
  - Akiko Ōmae, japońska tenisistka
  - Lewis Pullman, amerykański aktor
- 30 stycznia:
  - Michael Dreher, niemiecki skoczek narciarski
  - Maksym Łucenko, ukraiński koszykarz
- 1 lutego:
  - Branden Dawson, amerykański koszykarz
  - Amy Pejkovic, australijska lekkoatletka, skoczkini wzwyż
- 2 lutego:
  - Karsta Lowe, amerykańska siatkarka
  - Natalia Wojtuściszyn, polska saneczkarka
- 3 lutego:
  - Getter Jaani, estońska piosenkarka
  - Norvel Pelle, antiguańsko-amerykańsko-libański koszykarz
  - Luis Alonso Torres, belizeński piłkarz
  - Sandro Wieser, liechtensteiński piłkarz
- 4 lutego:
  - Aleksandra Babincewa, rosyjska judoczka
  - Karolina Owczarz, polska pięściarka, dziennikarka sportowa
  - Anouk Vetter, holenderska lekkoatletka, wieloboistka
- 5 lutego:
  - Marcel Kanarek, polski szachista
  - Chasson Randle, amerykański koszykarz
- 7 lutego:
  - David Dorfman, amerykański aktor
  - Agata Turkot, polska aktorka
  - Greg Whittington, amerykański koszykarz
- 8 lutego:
  - Stefano Beltrame, włoski piłkarz
  - Charlie Edwards, brytyjski bokser
  - Matej Falat, słowacki narciarz alpejski
  - Bartłomiej Grzechnik, polski siatkarz
  - Darko Jevtić, szwajcarski piłkarz pochodzenia serbskiego
  - René Joensen, farerski piłkarz
  - Merissa Quick, amerykańska koszykarka
- 9 lutego:
  - Parimarjan Negi, szachista hinduski
  - Niclas Füllkrug, niemiecki piłkarz
- 10 lutego – David Brembly, niemiecki koszykarz, posiadający także polskie obywatelstwo
- 11 lutego – Karl Geiger, niemiecki skoczek narciarski
- 12 lutego:
  - Rafael Alcântara, brazylijski piłkarz
  - Anaïs Chevalier, francuska biathlonistka
  - Jennifer Stone, amerykańska aktorka
- 14 lutego:
  - Shane Harper, amerykański aktor
  - Darja Namok, rosyjska koszykarka
- 15 lutego:
  - Lidia Nicole Alberto, angolska lekkoatletka, tyczkarka
  - Izabela Bałucka, polska siatkarka
- 16 lutego:
  - Diamara Planell, portorykańska lekkoatletka, tyczkarka
  - Mike Weinberg, amerykański aktor
- 17 lutego:
  - Elhaida Dani, albańska piosenkarka, reprezentantka Albanii podczas 60. Konkursu Piosenki Eurowizji
  - Marc Marquez, hiszpański motocyklista
- 18 lutego:
  - Sara Gambetta, niemiecka lekkoatletka, wieloboistka
  - Alina Kowalowa, rosyjska curlerka
  - Lissa Labiche, seszelska lekkoatletka, skoczkini wzwyż
  - Anna Stojan, kazachska biegaczka narciarska
- 19 lutego:
  - María Rún Gunnlaugsdóttir, islandzka lekkoatletka, wieloboistka
  - Victoria Justice, amerykańska aktorka
  - Morena Martínez Franchi, argentyńska siatkarka
  - Hugo Vidémont, francuski piłkarz
- 20 lutego – Mirela Olczak, polska pływaczka
- 21 lutego – Christian Heim, niemiecki skoczek narciarski
- 22 lutego
  - Vinícius Araújo, brazylijski piłkarz
  - Klaudia Kusińska, polska tenisistka stołowa
  - Shamma Al Mazrui, emiracka polityczka
  - Krzysztof Rejno, polski siatkarz
  - Taron Woskanian, ormiański piłkarz
- 24 lutego:
  - Ana García Quirós, hiszpańska zapaśniczka
  - Sabrina Santamaria, amerykańska tenisistka
- 26 lutego:
  - Taylor Dooley, amerykańska aktorka dziecięca
  - Alina Galicka, rosyjska lekkoatletka, sprinterka
  - Aimee Willmott, brytyjska pływaczka
- 27 lutego:
  - Nateła Dzałamidze, rosyjska tenisistka
  - Elizabeth McMahon, amerykańska siatkarka
- 1 marca – Josh McEachran, angielski piłkarz
- 2 marca – Aleksandra Folta, polska siatkarka
- 3 marca:
  - Matic Benedik, słoweński skoczek narciarski
  - Gabriela Cé, brazylijska tenisistka
  - Syntia Ellward, polska lekkoatletka, biegaczka średniodystansowa
  - Nicole Gibbs, amerykańska tenisistka
  - Antonio Rüdiger, niemiecki piłkarz
- 4 marca - Abigail Mavity, amerykańska aktorka
- 5 marca - Katherine Bell, amerykańska siatkarka
- 7 marca:
  - Alysbeth Félix, portorykańska lekkoatletka, wieloboistka
  - Denisa Šátralová, czeska tenisistka
- 8 marca:
  - Tomislav Grubišić, chorwacki koszykarz
  - Alessia Trost, włoska lekkoatletka, skoczkini wzwyż
- 9 marca - Katarzyna Wenerska, polska siatkarka
- 10 marca – Gabriela Janik, polska gimnastyczka
- 11 marca:
  - Manon Carpenter, brytyjska kolarka górska
  - Anthony Davis, amerykański koszykarz
  - Alexander Hill, australijski wioślarz
  - Marius Lode, norweski piłkarz
  - Park Je-un, koreański skoczek narciarski
- 12 marca:
  - Shehu Abdullahi, nigeryjski piłkarz
  - Mateusz Bochenek, polski samorządowiec, polityk, poseł na Sejm RP
  - Maja Krzewicka, polska tenisistka stołowa
  - Teodora Pušić, serbska siatkarka
  - Mattia Stefanelli, sanmaryński piłkarz
  - Aleksandr Zakuskin, rosyjski piłkarz
- 14 marca:
  - Marko Ramljak, chorwacki koszykarz
  - Anthony Bennett, kanadyjski koszykarz
  - Anna Wloka, polska lekkoatletka, kulomiotka
- 15 marca:
  - Aleksandra Krunić, serbska tenisistka
  - Monika Malicka, polska siatkarka
- 16 marca:
  - Anna Łozowska, polska siatkarka
  - Dawit Schirtladze, gruziński piłkarz
  - Katarzyna Ślifirczyk, polska tenisistka stołowa
- 17 marca:
  - Jéssica Carolina dos Reis, brazylijska lekkoatletka, skoczkini w dal
  - Yeniffer Ramírez, dominikańska siatkarka
- 18 marca:
  - Maziah Mahusin, brunejska lekkoatletka, sprinterka
  - Alice Mizzau, włoska pływaczka
- 19 marca – Hakim Ziyech, marokański piłkarz
- 20 marca:
  - JaKarr Sampson, amerykański koszykarz
  - Zarina Sejytkazynowa, kazachska siatkarka
  - Sloane Stephens, amerykańska tenisistka
- 21 marca:
  - Dawit Hakopian, ormiański piłkarz
  - Jade Jones, brytyjska taekwondzistka
  - Jesse Joronen, fiński piłkarz, bramkarz
  - Loree Moore, amerykańska koszykarka
  - Yunieska Robles, kubańska siatkarka
  - Suraj Sharma, indyjski aktor
- 22 marca:
  - Erchembajaryn Dawaaczimeg, mongolska zapaśniczka
  - Dimitri Foulquier, francuski piłkarz pochodzenia martynikańskiego
  - Robert Ibáñez, hiszpański piłkarz
  - Natalia Starr, polska aktorka pornograficzna
- 23 marca – Quinn Cook, amerykański koszykarz
- 24 marca – Iva Todorić, chorwacka koszykarka
- 25 marca:
  - Sebastian Kowalczyk, polski koszykarz
  - Roser Tarragó, hiszpańska piłkarka wodna
- 26 marca:
  - Gráinne Murphy, irlandzka pływaczka
  - Park Jeong-ah, południowokoreańska siatkarka
  - Johannes Vetter, niemiecki lekkoatleta, oszczepnik
- 27 marca:
  - Luca Aerni, szwajcarski narciarz alpejski
  - Darija Derkacz, włoska lekkoatletka, skoczkini w dal i trójskoczkini
  - Lidia Isac, mołdawska piosenkarka, dziennikarka
  - Brandon Nimmo, amerykański baseballista
  - Ángel Trinidad de Haro, hiszpański siatkarz
- 29 marca – Thorgan Hazard, belgijski piłkarz
- 30 marca:
  - Ron Baker, amerykański koszykarz
  - Casper von Folsach, duński kolarz szosowy i torowy
  - Ji Soo, południowokoreański aktor
  - Tim Väyrynen, fiński piłkarz
  - Kiah Stokes, amerykańska koszykarka
- 31 marca:
  - Matwiej Jelisiejew, rosyjski biathlonista
  - Musa Jewłojew, rosyjski zapaśnik
  - Molly Meech, nowozelandzka żeglarka sportowa
  - Jacob Murillo, ekwadorski piłkarz
  - Ryan Murphy, kanadyjski hokeista
  - Eugenia Nosach, argentyńska siatkarka
  - Krista Vansant, amerykańska siatkarka
  - Connor Wickham, angielski piłkarz
  - Hubert Zapiór, polski śpiewak operowy
- 1 kwietnia – Mohamed Bettamer, libijski piłkarz pochodzenia angielskiego
- 3 kwietnia:
  - Adam Domogała, polski hokeista
  - Louis Fenton, nowozelandzki piłkarz
  - Moussa Konaté, senegalski piłkarz
  - Whitney Little, amerykańska siatkarka
  - Marta Orłowska, polska skeletonistka
  - Angelika Stępień, polska lekkoatletka, sprinterka
  - Konstandinos Triandafilopulos, grecki piłkarz
- 5 kwietnia:
  - Azia Bishop, amerykańska koszykarka
  - Madeline DiRado, amerykańska pływaczka
  - Karolina Zagajewska, polska lekkoatletka, sprinterka
  - Liuba M. Zaldívar, kubańska lekkoatletka, trójskoczkini
- 6 kwietnia:
  - Karolina Strzelczyk, polska koszykarka
  - Luis Montero, dominikański koszykarz
  - Silvia Di Pietro, włoska pływaczka
  - Polina Monowa, rosyjska tenisistka
  - Spencer Dinwiddie, amerykański koszykarz
- 8 kwietnia:
  - Danilo Nikolić, czarnogórski koszykarz
  - Ljiljana Ranković, serbska siatkarka
  - Trent Sullivan, australijski aktor
- 9 kwietnia:
  - Thomas Lackner, austriacki skoczek narciarski
  - Sofia Mabergs, szwedzka curlerka
  - Xhensila Myrtezaj, albańska piosenkarka
- 10 kwietnia:
  - Juan Toscano-Anderson, amerykański koszykarz, posiadający także meksykańskie obywatelstwo
  - Rune Dahmke, niemiecki piłkarz ręczny
- 11 kwietnia:
  - Florin Andone, rumuński piłkarz
  - Ayşən Əbdüləzimova, azerska siatkarka
  - Giorgi Czanturia, gruziński piłkarz
  - Ivett Gyöngyösi, węgierska pianistka
- 12 kwietnia:
  - Robin Anderson, amerykańska tenisistka
  - Tara Geraghty-Moats, amerykańska zawodniczka uprawiająca skoki narciarskie, kombinację norweską, biathlon i biegi narciarskie
  - Tix, norweski muzyk
- 13 kwietnia – Darrun Hilliard, amerykański koszykarz
- 14 kwietnia:
  - Krystal Boyd, rosyjska aktorka pornograficzna
  - Vivien Cardone, amerykańska aktorka
  - Mads Lauritsen, duński piłkarz
  - Ellington Ratliff, amerykański perkusista, członek zespołu R5, aktor
  - Josephine Skriver, duńska modelka
  - Mikel Villanueva, wenezuelski piłkarz
  - Daniel Wallace, brytyjski pływak
- 16 kwietnia – Jelena Wlk, niemiecka siatkarka
- 17 kwietnia:
  - Marta Biedziak, polska siatkarka
  - Monika Kutyła, polska siatkarka
  - Ewelina Polak, polska siatkarka
  - Paulina Zachoszcz, polska pływaczka
- 20 kwietnia:
  - Omar Abada, tunezyjski koszykarz
  - Viktor Bromer, duński pływak
  - Doneil Henry, kanadyjski piłkarz pochodzenia jamajskiego
  - Filip Ingebrigtsen, norweski lekkoatleta, średniodystansowiec
  - Madison Kingdon, amerykańska siatkarka
- 21 kwietnia – Karolina Bołdysz, polska lekkoatletka, oszczepniczka
- 22 kwietnia – Aleksandra Grygiel, polska judoczka
- 23 kwietnia – Marika Bianchini, włoska siatkarka
- 24 kwietnia:
  - Alina Komaszczuk, ukraińska szablistka
  - Abigail Thorn, amerykańska youtuberka i aktorka
- 25 kwietnia:
  - Marharyta Azizowa, azerska siatkarka
  - Dorota Medyńska, polska siatkarka
  - Anna Santamans, francuska pływaczka
  - Raphaël Varane, francuski piłkarz
- 26 kwietnia:
  - Ruben Aguilar, francuski piłkarz
  - Hatice Gizem Örge, turecka siatkarka
- 27 kwietnia – Ewa Żak, polska siatkarka
- 28 kwietnia:
  - Eva Adamczyková, czeska snowboardzistka
  - Jessica Ashwood, australijska pływaczka
  - Maude Charron, kanadyjska sztangistka
  - Sylwia Kasjanowicz, polska lekkoatletka, sprinterka
  - Tarah Kayne, amerykańska łyżwiarka figurowa
  - Agata Ostrowska, polska koszykarka
  - Aleksandra Sikorska, polska siatkarka
- 29 kwietnia:
  - Diana Reyes, portorykańska siatkarka
  - Magdalena Puter, polska koszykarka
- 30 kwietnia:
  - Dion Dreesens, holenderski pływak
  - Amine Gülşe, turecka modelka i aktorka, Miss Turcji 2014
  - Betta Lemme, kanadyjska piosenkarka i była modelka
  - Ivan Močinić, chorwacki piłkarz
  - Anton Nedjałkow, bułgarski piłkarz
  - Arnór Ingvi Traustason, islandzki piłkarz
- 1 maja:
  - Anastasija Bielakowa, rosyjska pięściarka
  - Chinyere Pigot, surinamska pływaczka
- 2 maja – Stanisław Łunin, kazachski piłkarz (zm. 2021)
- 4 maja:
  - Jānis Bērziņš, łotewski koszykarz
  - Marloes Keetels, holenderska hokeistka na trawie
  - Rusłan Malinowski, ukraiński piłkarz
- 5 maja - Adelina Pastor, rumuńska lekkoatletka, sprinterka
- 6 maja:
  - Aicha Fall, mauretańska lekkoatletka, biegaczka
  - Katarzyna Kraska, polska sztangistka
  - Alina Pasz, ukraińska piosenkarka i raperka
- 7 maja:
  - Ajla Tomljanović, chorwacka tenisistka
  - Nicolae Stanciu, rumuński piłkarz
- 8 maja:
  - Micah Christenson, amerykański siatkarz
  - Nia Grant, amerykańska siatkarka
- 9 maja:
  - Aurélie Chaboudez, francuska lekkoatletka, wieloboistka
  - Bonnie Rotten, amerykańska aktorka pornograficzna
- 10 maja:
  - Tímea Babos, węgierska tenisistka
  - Shida Mirai, japońska aktorka
  - Spencer Fox, amerykański aktor głosowy
  - Yonkaira Peña, dominikańska siatkarka
- 11 maja:
  - Maurice Harkless, amerykański koszykarz
  - Alena Sobalewa, białoruska lekkoatletka, specjalizująca się w rzucie młotem
- 13 maja:
  - Katarzyna Gwiazdoń, polska lekkoatletka, sprinterka
  - Stefan Kraft, austriacki skoczek narciarski
  - Debby Ryan, amerykańska aktorka
  - Romelu Lukaku, belgijski piłkarz
- 14 maja:
  - Miranda Cosgrove, amerykańska aktorka i piosenkarka
  - Kristina Mladenovic, francuska tenisistka
  - Anna Omielan, polska pływaczka
- 16 maja – Johannes Thingnes Bø, norweski biathlonista
- 17 maja:
  - Patricio Garino, argentyński koszykarz
  - GoldLink, amerykański raper
  - Laura Heyrman, belgijska siatkarka
  - Diego Rubio, chilijski piłkarz
  - Rafa Silva, portugalski piłkarz
- 21 maja:
  - Angie Hernández, kolumbijska lekkoatletka, tyczkarka
  - Matías Kranevitter, argentyński piłkarz
- 23 maja:
  - Yuliana Lizarazo, kolumbijska tenisistka
  - Dawid Podsiadło, polski piosenkarz
- 25 maja - Alex Collatz, amerykańska lekkoatletka, dyskobolka
- 28 maja – Andrija Bojić, serbski koszykarz
- 29 maja:
  - Jana Čepelová, słowacka tenisistka
  - Grete Šadeiko, estońska lekkoatletka, wieloboistka
- 31 maja:
  - Natalja Akiłowa, kazachska siatkarka
  - José Campaña, hiszpański piłkarz
  - Anna Hrvolová, słowacka lekkoatletka, tyczkarka
- 1 czerwca:
  - Allison Beveridge, kanadyjska kolarka torowa i szosowa
  - Reshanda Gray, amerykańska koszykarka
- 2 czerwca – Piotr Niedźwiedzki, polski koszykarz
- 3 czerwca – Otto Porter, amerykański koszykarz
- 6 czerwca – Frida Gustavsson, szwedzka modelka i aktorka
- 7 czerwca:
  - George Ezra, brytyjski piosenkarz i muzyk
  - Danuel House, amerykański koszykarz
- 8 czerwca:
  - Igor Grobelny, polsko-belgijski siatkarz
  - Kadeem Harris, angielski piłkarz
  - Anna Grejman, polska siatkarka
  - DeAnna Price, amerykańska lekkoatletka, młociarka
- 10 czerwca – Kinga Polak, polska szachistka
- 11 czerwca – Brittany Boyd, amerykańska koszykarka
- 12 czerwca – Ridgeciano Haps, holenderski piłkarz pochodzenia surinamskiego
- 16 czerwca:
  - Ołeksij Łeń, ukraiński koszykarz
  - Guillem Vives, hiszpański koszykarz
- 17 czerwca:
  - Magdalena Berus, polska aktorka
  - Anna Rüh, niemiecka lekkoatletka, miotaczka
- 18 czerwca – Filip Małgorzaciak, polski koszykarz
- 19 czerwca – Marina Riawkina, rosyjska koszykarka
- 21 czerwca:
  - Margarita Kuriło, rosyjska siatkarka
  - Erik Janža, słoweński piłkarz
- 22 czerwca – Dominik Kun, polski piłkarz
- 23 czerwca – Elizabeth Williams, amerykańska koszykarka
- 24 czerwca:
  - Piero Barone, włoski piosenkarz
  - Anna Jermina, rosyjska lekkoatletka, chodziarka
  - Stina Nilsson, szwedzka biegaczka narciarska
  - Heydi Rodríguez, kubańska siatkarka
- 25 czerwca:
  - Kevin Punter, amerykański koszykarz
  - Karina Szybała, polska koszykarka
- 26 czerwca – Ariana Grande, amerykańska aktorka, modelka i piosenkarka
- 27 czerwca:
  - Walentina Iwachnienko, rosyjska tenisistka
  - Johanna Talihärm, estońska biathlonistka
- 28 czerwca – Bradley Beal, amerykański koszykarz
- 29 czerwca:
  - Luise Kummer, niemiecka biathlonistka
  - Jessa Rhodes, amerykańska aktorka pornograficzna
- 30 czerwca – Ludmyła Naumenko, ukraińska koszykarka
- 2 lipca:
  - Robert Gontarz, polski polityk, poseł na Sejm RP
  - Tanja Mayer, szwajcarska bobsleistka, lekkoatletka
- 3 lipca:
  - Alena Fiedarynczyk, białoruska siatkarka
  - Jekatierina Jefimowa, rosyjska siatkarka
  - Klaudia Kowalska, polska piłkarka
  - Brian Wallace, amerykański skoczek narciarski
- 4 lipca:
  - Anna Maliszewska, polska pięcioboistka nowoczesna
  - Ousalah Yasmine, algierska siatkarka
- 6 lipca - Neira Ortiz, portorykańska siatkarka
- 7 lipca:
  - Dominic Artis, amerykański koszykarz
  - Alena Czyczkan, białoruska sztangistka
  - Felícia Horváth, węgierska lekkoatletka, tyczkarka
- 8 lipca:
  - Angelica Bengtsson, szwedzka lekkoatletka, tyczkarka
  - Grant Jerrett, amerykański koszykarz
  - Aimee Kelly, brytyjska aktorka
- 9 lipca:
  - Roberts Stumbris, łotewski koszykarz
  - Zsuzsanna Tálas, węgierska siatkarka
- 10 lipca – Perrie Edwards, brytyjska piosenkarka, członek Little Mix
- 11 lipca:
  - Hanna Ałeksandrowa, ukraińska lekkoatletka, trójskoczkini
  - Laura Unternährer, szwajcarska siatkarka
- 12 lipca:
  - Edis Agovic, luksemburski piłkarz
  - Jonas Brodin, szwedzki hokeista
  - Fu Huan, chiński piłkarz
  - Felipe Gedoz, brazylijski piłkarz
  - Lukas Lerager, duński piłkarz
  - Brooke Stratton, australijska lekkoatletka, skoczkini w dal
- 13 lipca – Olcay Çakır, turecka koszykarka
- 14 lipca:
  - Dovilė Dzindzalietaitė, litewska lekkoatletka, trójskoczkini
  - Anna Naklab, niemiecka piosenkarka
  - Hanna Szełech, ukraińska lekkoatletka, tyczkarka
  - Władimir Zografski, bułgarski skoczek narciarski
  - Jarosław Żerebuch, ukraiński szachista
- 15 lipca:
  - Jaka Hvala, słoweński skoczek narciarski
  - Rachel Banham, amerykańska koszykarka
  - Alina Rotaru-Kottmann, rumuńska lekkoatletka, skoczkini w dal i wzwyż
  - Petar Kunić, bośniacki piłkarz
- 16 lipca:
  - Francynne Jacintho, brazylijska siatkarka
  - Wojciech Kaźmierczak, brydżysta
  - Dariusz Standerski, polski ekonomista, polityk, wiceminister
- 17 lipca:
  - Rattikan Gulnoi, tajska sztangistka
  - Sterling Gibbs, amerykański koszykarz
- 18 lipca:
  - Nabil Fekir, francuski piłkarz pochodzenia algierskiego
  - Mats Rits, belgijski piłkarz
  - Amina Saoud, algierska siatkarka
  - Siham Saoud, algierska siatkarka
- 19 lipca:
  - Blake Dietrick, amerykańska koszykarka
  - Alice Phoebe Lou, południowoafrykańska piosenkarka
- 20 lipca - Amelia Maszońska, polska skrzypaczka
- 21 lipca:
  - Marta Bryła, polska aktorka
  - Ana Bucik, słoweńska narciarka alpejska
  - Luksika Kumkhum, tajska tenisistka
  - Astrid Souply, francuska siatkarka
- 22 lipca - Katarzyna Polewany, polska aktorka
- 23 lipca – Hsieh Shu-ying, tajwańska tenisistka
- 24 lipca:
  - Sara Cobo, meksykańska aktorka, piosenkarka
  - Sonia Ursu-Kim, rumuńska koszykarka pochodzenia koreańskiego
- 25 lipca – Zülfija Czinszanło, kazachska sztangistka
- 26 lipca:
  - Elizabeth Gillies, amerykańska aktorka, tancerka, piosenkarka
  - Ewelina Jackowska, polska koszykarka
  - Haruna Matsumoto, japońska snowboardzistka
  - Taylor Momsen, amerykańska piosenkarka, aktorka, modelka
- 27 lipca – Tamara Myers, bahamska lekkoatletka, skoczkini w dal
- 28 lipca:
  - Harry Kane, angielski piłkarz
  - Cher Lloyd, brytyjska piosenkarka
  - Anna Nurmuchambietowa, kazachska sztangistka
  - Aleksandra Zych, polska piłkarka ręczna
- 29 lipca:
  - Nicole Melichar, amerykańska tenisistka
  - Ana Ranđelović, serbska zapaśniczka
  - Dorothy Yeats, kanadyjska zapaśniczka
- 30 lipca:
  - Nina Herelová, słowacka siatkarka
  - Michaela Meijer, szwedzka lekkoatletka, tyczkarka
  - Ilse Paulis, holenderska wioślarka
- 31 lipca – Linda Morais, kanadyjska zapaśniczka
- 1 sierpnia:
  - Álex Abrines, francuski koszykarz
  - Abigail Asoro, szwedzka koszykarka
  - Anže Semenič, słoweński skoczek narciarski
  - Demi Schuurs, holenderska tenisistka
- 2 sierpnia – Katarzyna Cerbińska, polska lekkoatletka, tyczkarka
- 3 sierpnia:
  - Simona Belotti, szwajcarska siatkarka
  - Anna Schell, niemiecka zapaśniczka
- 4 sierpnia:
  - Annika Holopainen, fińska koszykarka
  - Olga Kalicka, polska aktorka
  - Anna Szewczenko, kazachska biegaczka narciarska
- 5 sierpnia:
  - Hélène Kong, kambodżańska lekkoatletka, tyczkarka
  - Anna Köhler, niemiecka bobsleistka
  - Anicka Newell, kanadyjska lekkoatletka, tyczkarka
  - Suzuka Ōgo, japońska aktorka
- 6 sierpnia:
  - Patimat Bagomiedowa, rosyjsko-azerska zapaśniczka
  - Jekatierina Jaszyna, rosyjska tenisistka
  - Andrea Kossanyiová, czeska siatkarka
  - Lena Malkus, niemiecka lekkoatletka, skoczkini w dal
  - Hopper Penn, amerykański aktor
  - Amin Younes, niemiecki piłkarz pochodzenia libańskiego
  - Özge Yurtdagülen, turecka siatkarka
- 7 sierpnia:
  - Anton Ewald, szwedzki piosenkarz, tancerz
  - Li Zhesi, chińska pływaczka
  - Dorra Mahfoudhi, tunezyjska lekkoatletka, tyczkarka
  - Martti Nõmme, estoński skoczek narciarski
- 8 sierpnia:
  - Khalid Aucho, ugandyjski piłkarz
  - Jessie Rogers, brazylijska aktorka pornograficzna
  - Sanja Vučić, serbska piosenkarka
- 9 sierpnia:
  - Angela Beadle, amerykańska koszykarka
  - Alexa Grasso, meksykańska zawodniczka mieszanych sztuk walki
  - Rydel Lynch, amerykańska wokalistka, tancerka, członkini zespołu R5
  - Asłan Łappinagow, rosyjski judoka
  - Panajotis Samilidis, grecki pływak
- 10 sierpnia:
  - Andre Drummond, amerykański koszykarz
  - Isidora Jiménez, chilijska lekkoatletka, sprinterka
  - Kanako Murata, japońska zapaśniczka
- 11 sierpnia:
  - Alireza Dżahanbachsz, irański piłkarz
  - Fredrik Midtsjø, norweski piłkarz
  - Alyson Stoner, amerykańska aktorka, piosenkarka, tancerka
  - Clarivett Yllescas, peruwiańska siatkarka
- 12 sierpnia:
  - Jekatierina Fiedorienkowa, rosyjska koszykarka
  - Filipe Augusto, brazylijski piłkarz
  - Hattaya Bamrungsuk, tajska siatkarka
  - Ewa Farna, czesko-polska piosenkarka, autorka tekstów, kompozytorka
  - Mateusz Kieliszkowski, polski strongman
  - Jurja Vlašić, chorwacka siatkarka
- 13 sierpnia:
  - Kevin Cordes, amerykański pływak
  - Jonas Folger, niemiecki motocyklista wyścigowy
  - Artur Gaczinski, rosyjski łyżwiarz figurowy
  - Johnny Gaudreau, amerykański hokeista
  - Kira Grünberg, austriacka lekkoatletka, tyczkarka, polityk
  - Andreas Žampa, słowacki narciarz alpejski
- 14 sierpnia:
  - Kinaua Biribo, kiribatyjska judoczka
  - Łukasz Bonarek, polski koszykarz
  - Ana Monteiro, portugalska pływaczka
  - Maja Savić, serbska siatkarka
  - Jakub Urbanowicz, polski siatkarz
- 17 sierpnia:
  - Rodrigo Caio, brazylijski piłkarz
  - Ederson, brazylijski piłkarz, bramkarz
  - Karolina Pieńkowska, polska judoczka
  - Sarah Sjöström, szwedzka pływaczka
  - Xie Zhenye, chiński lekkoatleta, sprinter
- 18 sierpnia:
  - Naama Bernstein, izraelska gimnastyczka i lekkoatletka, tyczkarka
  - Willie Cauley-Stein, amerykański koszykarz
  - Maia Mitchell, australijska aktorka, piosenkarka
  - Tobiasz Musielak, polski żużlowiec
  - Kyle Washington, amerykański koszykarz
- 19 sierpnia:
  - Chan Hao-ching, tajwańska tenisistka
  - Alice Coppleman, australijska judoczka
  - Kenan Kodro, bośniacki piłkarz
  - James Webb, amerykański koszykarz
- 20 sierpnia:
  - John Banda, malawijski piłkarz
  - Laura Glauser, francuska piłkarka ręczna
  - Polina Jurczenko, rosyjska lekkoatletka, skoczkini w dal
  - Svenja Würth, niemiecka skoczkini narciarska
- 22 sierpnia – Laura Dahlmeier, niemiecka biathlonistka i himalaistka (zm. 2025)
- 23 sierpnia:
  - Kristine Breistøl, norweska piłkarka ręczna
  - Sebastián Cristóforo, urugwajski piłkarz
  - Wojciech Rotowski, polski aktor
  - Katarzyna Sokólska, polska lekkoatletka, sprinterka
- 24 sierpnia:
  - Marina Rajčić, czarnogórska piłkarka ręczna, bramkarka
  - Maryna Zanewśka, belgijska tenisistka pochodzenia ukraińskiego
- 26 sierpnia:
  - Marko Livaja, chorwacki piłkarz
  - Keke Palmer, amerykańska aktorka, piosenkarka
- 27 sierpnia:
  - Mikołaj Jędruszczak, polski tenisista i trener tenisowy, zwycięzca pierwszej polskiej edycji reality show Love Island. Wyspa miłości
  - Olivier Le Gac, francuski kolarz szosowy
  - Darja Zawidna, ukraińska koszykarka
  - Steven Zierk, amerykański szachista
- 29 sierpnia:
  - Mateusz Ponitka, polski koszykarz
  - Michaił Maksimoczkin, rosyjski skoczek narciarski
  - Liam Payne, brytyjski piosenkarz, członek One Direction (zm. 2024)
- 30 sierpnia:
  - Melvin Adrien, madagaskarski piłkarz pochodzenia francuskiego
  - Paco Alcácer, hiszpański piłkarz
  - Aleksiej Dienisienko, rosyjski taekwondzista
  - Sarah Teelow, australijska narciarka wodna (zm. 2013)
  - Eri Tōsaka, japońska zapaśniczka
- 31 sierpnia - Anna Karnauch, rosyjska piłkarka wodna
- 1 września:
  - Jan Kliment, czeski piłkarz
  - Mario Lemina, gaboński piłkarz
  - Ilona Mitrecey, francuska piosenkarka
  - Sergio Rico, hiszpański piłkarz, bramkarz
  - Jack Robinson, angielski piłkarz
- 2 września:
  - Roksana Brzóska, polska siatkarka
  - Michal Finger, czeski siatkarz
  - Dusty Hannahs, amerykański koszykarz
- 3 września:
  - Jurij Jakowenko, ukraiński piłkarz
  - Dawid Majoch, polski hokeista
  - Dominic Thiem, austriacki tenisista
- 4 września:
  - Kahina Arbouche, algierska siatkarka
  - Yannick Carrasco, belgijski piłkarz pochodzenia hiszpańskiego
  - Hsiang Chun-hsien, tajwański lekkoatleta, skoczek wzwyż
  - Thomas Jaeschke, amerykański siatkarz pochodzenia niemieckiego
  - Chantal Škamlová, słowacka tenisistka
  - Xu Huiqin, chińska lekkoatletka, tyczkarka
- 5 września:
  - Gage Golightly, amerykańska aktorka
  - T.J. Warren, amerykański koszykarz
- 6 września:
  - Anna Cyganowa, rosyjska wspinaczka sportowa
  - Muzammil Hussain, pakistański piłkarz
- 7 września:
  - Natalja Diemidienko, rosyjska lekkoatletka, tyczkarka
  - Taylor Gray, amerykański aktor
  - Vladimir Rodić, czarnogórski piłkarz
- 8 września:
  - Amanda Zahui, szwedzka koszykarka
  - Yoshikazu Fujita, japoński rugbysta
  - Thomas Silvers, amerykański perkusista, wokalista, członek zespołu Before You Exit(inne języki)
  - Tamara de Sousa, brazylijska lekkoatletka, wieloboistka
  - Braian Toledo, argentyński lekkoatleta, oszczepnik (zm. 2020)
- 9 września:
  - Lauren Clinton, amerykańska aktorka
  - Josh Gray, amerykański koszykarz
  - Ryōhei Katō, japoński gimnastyk
  - Sharon van Rouwendaal, holenderska pływaczka
  - Charlie Stewart, amerykański aktor
- 10 września:
  - Roman Murtazajew, kazachski piłkarz
  - Gabriela Pietrucha, polska aktorka
  - Taylor Simpson, amerykańska siatkarka
- 11 września:
  - Katie Byres, brytyjska lekkoatletka, tyczkarka
  - Nia Moore, amerykańska koszykarka
  - Marcus Paige, amerykański koszykarz
  - Martina Šamadan, chorwacka siatkarka
- 12 września:
  - Ayrton Azzopardi, maltański piłkarz
  - Jakob Busk, duński piłkarz, bramkarz
  - Atanasis Protopsaltis, grecki siatkarz
  - Zhou Feng, chińska zapaśniczka
- 13 września:
  - Niall Horan, irlandzki piosenkarz, członek One Direction
  - Alice Merton, niemiecka piosenkarka, kompozytorka, autorka tekstów pochodzenia irlandzkiego
  - Alexia Sedykh, francuska lekkoatletka, młociarka
  - Ivan Schranz, słowacki piłkarz
- 14 września:
  - Ashley Caldwell, amerykańska narciarka dowolna
  - Martynas Paliukėnas, litewski koszykarz
- 15 września:
  - Li Ang, chiński piłkarz
  - Anna Bongiorni, włoska lekkoatletka, sprinterka
  - Josh Richardson, amerykański koszykarz
  - Dennis Schröder, niemiecki koszykarz pochodzenia gambijskiego
  - J.P. Tokoto, amerykański koszykarz
  - Victoria Williamson, brytyjska kolarka torowa
- 16 września - Amy Bowtell, irlandzka tenisistka
- 17 września - Meliha İsmailoğlu, turecka siatkarka
- 18 września:
  - Mariana Avitia, meksykańska łuczniczka
  - Filip Matczak, polski koszykarz
- 19 września:
  - Chan Hao-ching, tajwańska tenisistka
  - Anna Olasz, węgierska pływaczka
  - Samwel Ter-Sahakian, ormiański szachista
- 22 września:
  - Edyta Faleńczyk, polska koszykarka
  - Tigran Barseghian, ormiański piłkarz
- 23 września:
  - Pontus Åberg, szwedzki hokeista
  - Jonathan Calleri, argentyński piłkarz
  - Sarah Hildebrandt, amerykańska zapaśniczka
  - Petra Kojdová, czeska siatkarka
  - Łukasz Łapszyński, polski siatkarz
- 24 września:
  - Kevin Ceccon, włoski kierowca wyścigowy
  - Sonya Deville, amerykańska judoczka, wrestlerka pochodzenia włoskiego
  - Oksana Krasnokutska, rosyjska lekkoatletka, skoczkini wzwyż
  - Omar Prewitt, amerykański koszykarz
- 26 września:
  - Cai Xuetong, chińska snowboardzistka
  - Dor Elo, izraelski piłkarz
  - Jakub Karolak, polski koszykarz
  - Michael Kidd-Gilchrist, amerykański koszykarz
  - Renee Teppan, estoński siatkarz
- 27 września:
  - Isabelle Harrison, amerykańska koszykarka
  - Peres Jechirchir, kenijska lekkoatletka, biegaczka długodystansowa
  - Mónica Puig, portorykańska tenisistka
- 28 września:
  - Iakobi Kadżaia, gruziński zapaśnik
  - Stelios Kitsiu, grecki piłkarz
  - Jodie Williams, brytyjska lekkoatletka, sprinterka
  - Paulo Enrique Alves, brazylijski lekkoatleta
- 29 września:
  - Sanne Dekker, holendersko-austriacka bobsleistka
  - Kudakwashe Mahachi, zimbabwejski piłkarz
  - Carlos Salcedo, meksykański piłkarz
  - Ołeh Werniajew, ukraiński gimnastyk
- 30 września:
  - Badr Banoun, marokański piłkarz
  - Cierra Burdick, amerykańska koszykarka
  - Jovana Jović, serbska tenisistka
  - Brian Kaltack, vanuacki piłkarz
  - Solomon Kwambe, nigeryjski piłkarz
  - Philipp Max, niemiecki piłkarz
  - Ernest Prišlič, słoweński skoczek narciarski
  - Ken Sema, szwedzki piłkarz pochodzenia kongijskiego
- 2 października – Bilawal-ur-Rehman, pakistański piłkarz
- 4 października:
  - Park Yeon-mi, północnokoreańska uciekinierka, działaczka na rzecz praw człowieka
  - Alina Vuc, rumuńska zapaśniczka
- 5 października:
  - Alex Hamilton, amerykański koszykarz
  - Jewell Loyd, amerykańska koszykarka
  - Matti Mattsson, fiński pływak
  - Dominic Ressel, niemiecki judoka
  - Alexandra Tilley, brytyjska narciarka alpejska
- 7 października – Nik Stauskas, kanadyjski koszykarz
- 8 października:
  - Treveon Graham, amerykański koszykarz
  - Angus T. Jones, amerykański aktor
  - Garbiñe Muguruza, hiszpańska tenisistka
  - Barbara Palvin, węgierska modelka
  - Molly C. Quinn, amerykańska aktorka
- 9 października:
  - Ani Amiraghian, ormiańska tenisistka
  - Chusien Chałmurzajew, rosyjski judoka
  - Lauren Davis, amerykańska tenisistka
  - Robin Quaison, szwedzki piłkarz pochodzenia ghańskiego
  - Wesley So, filipińsko-amerykański szachista
  - Jonathan Williams, walijski piłkarz
- 10 października:
  - Alhaji Gero, nigeryjski piłkarz
  - Anders Jenssen, norweski piłkarz
  - Shi Zhiyong, chiński sztangista
  - Luciano Teixeira, piłkarz z Gwinei Bissau
- 13 października:
  - Alexandra Bunton, australijska koszykarka
  - Joe Ralls, angielski piłkarz
  - Darryl Reynolds, amerykański koszykarz
  - Srđan Spiridonović, austriacki piłkarz
  - Tiffany Trump, amerykańska celebrytka
  - Roh Jae-won, południowokoreański aktor
- 14 października:
  - Ashton Agar, australijski krykiecista
  - Rafał Augustyniak, polski piłkarz
  - Magdalena Korzystka, polska judoczka
  - Robert Kowalówka, polski hokeista, bramkarz
  - Andriej Miedwiediew, rosyjski saneczkarz
- 15 października:
  - Ronnie Baker, amerykański lekkoatleta, sprinter
  - Richaun Holmes, amerykański koszykarz
  - Alícia Homs Ginel, hiszpańska polityk, eurodeputowana
  - Artiom Surkow, rosyjski zapaśnik
- 16 października:
  - Frank Acheampong, ghański piłkarz
  - Caroline Garcia, francuska tenisistka
  - Rasmus Jensen, duński żużlowiec
- 17 października:
  - Georgia Hunter Bell, brytyjska lekkoatletka, biegaczka średniodystansowa
- 18 października:
  - Alicia Barnett, brytyjska tenisistka
  - Ivan Cavaleiro, portugalski piłkarz pochodzenia angolskiego
  - Zarina Dijas, kazachska tenisistka
  - Anjuli Knäsche, niemiecka lekkoatletka, tyczkarka
- 19 października - Kimberly García, peruwiańska lekkoatletka, chodziarka
- 20 października:
  - Ana Paula Borgo, brazylijska siatkarka (zm. 2023)
  - Cătălin Carp, mołdawski piłkarz
  - Ana Poček, czarnogórska koszykarka
  - Arleta Podolak, polska judoczka
  - Rossella Ratto, włoska kolarka szosowa
  - Inna Szkurina, kazachska siatkarka
- 23 października:
  - Yoel Bárcenas, panamski piłkarz
  - Fabinho, brazylijski piłkarz
  - Taylor Spreitler, amerykańska aktorka
- 25 października – William Howard, amerykański koszykarz
- 26 października:
  - Siergiej Karasiow, rosyjski koszykarz
  - Lü Xiuzhi, chińska lekkoatletka, chodziarka
  - Piotr Mazurek, polski dziennikarz, polityk, wiceminister
  - Dimitris Pelkas, grecki piłkarz
  - Óscar Pino, kubański zapaśnik
- 27 października:
  - Jamal Blackman, angielski piłkarz, bramkarz
  - Megan Courtney, amerykańska siatkarka
  - Aleksandra Fijał, polska youtuberka, mistrzyni Polski w driftcie
  - Nazi Paikidze, gruzińsko-amerykańska szachistka
  - Robert Parzęczewski, polski bokser
  - Vincent Poirier, francuski koszykarz
- 28 października:
  - Espen Andersen, norweski dwuboista klasyczny
  - Joanna Drabik, polska piłkarka ręczna
  - Alina Kaszlinska, rosyjska szachistka
- 29 października:
  - Alberto Bettiol, włoski kolarz szosowy
  - India Eisley, amerykańska aktorka
  - Betnijah Laney, amerykańska koszykarka
  - Tarik Abd as-Salam, egipsko-bułgarski zapaśnik
- 30 października:
  - Jang Young-eun, południowokoreańska siatkarka
  - Patryk Malitowski, polski żużlowiec
  - Khalifa Mubarak, emiracki piłkarz
  - Luca Spirito, włoski siatkarz
  - Joseph Ward, irlandzki bokser
- 31 października:
  - Lasse Bjerre, duński żużlowiec
  - Michelle Coleman, szwedzka pływaczka
  - Milton Doyle, amerykański koszykarz
  - Wiaczesław Prudnikow, rosyjski pływak
  - Letitia Wright, brytyjska aktorka
- 1 listopada:
  - Marko Bakić, czarnogórski piłkarz
  - Dillon Lane, amerykański aktor, muzyk
  - Mree, amerykańska piosenkarka pochodzenia indyjsko-bułgarskiego
  - Richard Ofori, ghański piłkarz, bramkarz
  - Crystal Bradford, amerykańska koszykarka
- 2 listopada:
  - Kaciaryna Andrejewa, białoruska dziennikarka, więzień polityczny
  - Michał Michalak, polski koszykarz
- 3 listopada:
  - Ezgi Dağdelenler, turecka siatkarka
  - Rodrigo Ely, brazylijski piłkarz
  - Jette Hering, niemiecka aktorka
  - Kaleena Mosqueda-Lewis, amerykańska koszykarka
- 4 listopada:
  - Andrzej Gąsienica, polski skoczek narciarski i kombinator norweski
  - Tiffany Giardina, amerykańska piosenkarka, autorka tekstów pochodzenia włoskiego
  - Elisabeth Seitz, niemiecka gimnastyczka
- 5 listopada – Kłym Artamonow, ukraiński koszykarz
- 6 listopada:
  - Dearica Hamby, amerykańska koszykarka
  - Thalita de Jong, holenderska kolarka szosowa i przełajowa
  - Jeangu Macrooy, surinamski piosenkarz
  - Rebeka Abramovič, słoweńska koszykarka
  - Tim Williams, amerykański koszykarz
- 7 listopada - Alicja Biała, polska artystka wizualna, graf
- 8 listopada:
  - Maryna Iwaszczanka, białoruska koszykarka
  - Sinead Jack, trynidadzko-tobagijska siatkarka
  - Przemysław Karnowski, polski koszykarz
- 9 listopada:
  - Pete Dunne, brytyjski wrestler
  - Satyawart Kadian, indyjski zapaśnik
  - Anna Sabat, polska lekkoatletka, biegaczka średniodystansowa
- 11 listopada:
  - Simonas Bilis, litewski pływak
  - Irina Bulmaga, rumuńska szachistka
  - Ełaman Dogdurbek uułu, kirgiski zapaśnik
  - Jamaal Lascelles, angielski piłkarz
- 14 listopada:
  - Luis Gil, amerykański piłkarz pochodzenia meksykańskiego
  - Francisco Lindor, portorykański baseballista
  - Janieve Russell, jamajska lekkoatletka, sprinterka
  - Faïz Selemani, komoryjski piłkarz
  - Samuel Umtiti, francuski piłkarz pochodzenia kameruńskiego
- 16 listopada – Joshua Adams, amerykański koszykarz
- 17 listopada:
  - Brooke Voigt, kanadyjska snowboardzistka
  - Ołeksandra Czek, ukraińska koszykarka
- 19 listopada:
  - Jennifer Janet Álvarez, kubańska siatkarka
  - Justin Anderson, amerykański koszykarz
  - Kerim Frei, turecki piłkarz
  - Alexei Koșelev, mołdawski piłkarz
  - Cleo Massey, australijska aktorka
  - Abu Halima as-Sa’id, egipski zapaśnik
  - Suso, hiszpański piłkarz
- 20 listopada:
  - Man Asaad, syryjski sztangista
  - Sanjin Prcić, bośniacki piłkarz francuskiego pochodzenia
  - Masahiro Sekita, japoński siatkarz
  - Przemysław Słowikowski, polski lekkoatleta, sprinter
- 22 listopada:
  - Silvia Bussoli, włoska siatkarka
  - Adèle Exarchopoulos, francuska aktorka
  - Jordan Jones, amerykańska koszykarka
  - Nathan McLeod, kanadyjski aktor
  - Małgorzata Właszczuk, polska siatkarka
- 24 listopada:
  - Iwi Adamu, grecko-cypryjska piosenkarka
  - Jasper De Buyst, belgijski kolarz szosowy i torowy
  - Savanah Leaf, brytyjska siatkarka
- 26 listopada:
  - Terry Antonis, australijski piłkarz pochodzenia greckiego
  - Omar Calhoun, amerykański koszykarz
  - Jordan Loveridge, amerykański koszykarz
  - Elizabeth Pelton, amerykańska pływaczka
- 27 listopada:
  - Feras Shelbaieh, jordański piłkarz
  - Tola Szlagowska, polska piosenkarka, kompozytorka
  - Benjamin Verbič, słoweński piłkarz
  - Polina Winogradowa, rosyjska tenisistka
- 29 listopada – Mina El Hammani, hiszpańska aktorka i modelka
- 1 grudnia:
  - Salman Əlizadə, azerski bokser
  - Adama Mbengue, senegalski piłkarz
  - Roddreka Rogers, amerykańska koszykarka
- 2 grudnia:
  - Rebecca Buttigieg, maltańska polityczka
  - Miloš Raičković, czarnogórski piłkarz
  - Cecilia Salvai, włoska piłkarka
  - Kostas Stafilidis, grecki piłkarz
- 3 grudnia:
  - Nirra Fields, kanadyjska koszykarka
  - Sean McGoldrick, brytyjski bokser
  - Klaudia Naziębło, polska pływaczka
- 4 grudnia – Reruhi Shimizu, japoński skoczek narciarski i kombinator norweski
- 5 grudnia:
  - Ross Barkley, angielski piłkarz
  - Choe Hyo-sim, północnokoreańska sztangistka
  - Alex Christian, haitański piłkarz
  - Laura Gimmler, niemiecka biegaczka narciarska
  - Michelle Gisin, szwajcarska narciarka alpejska
  - Bradley Gunter, kanadyjski siatkarz
  - Steven Hewitt, angielski piłkarz
  - Lili Schnitzerling, niemiecka lekkoatletka, tyczkarka
  - Kevin Shem, vanuacki piłkarz
  - Luciano Vietto, argentyński piłkarz
- 6 grudnia:
  - Elián González, chłopiec, który w 1999 zdołał uciec z rządzonej przez komunistów Kuby i dotrzeć do Stanów Zjednoczonych
  - Sydney Wallace, amerykańska koszykarka, posiadająca także brytyjskie obywatelstwo
- 7 grudnia:
  - D.J. Fenner, amerykański koszykarz
  - Emilia Mucha, polska siatkarka
  - Jasmine Villegas, amerykańska piosenkarka, aktorka pochodzenia filipińsko-meksykańskiego
- 8 grudnia:
  - Natalja Małych, rosyjska siatkarka
  - AnnaSophia Robb, amerykańska aktorka, piosenkarka
- 9 grudnia:
  - Mark McMorris, kanadyjski snowboardzista
  - Laura Smulders, holenderska kolarka BMX
  - Olga Zubowa, rosyjska sztangistka
- 10 grudnia:
  - Odunayo Adekuoroye, nigeryjska zapaśniczka
  - Ljubica Kecman, serbska siatkarka
  - Adrianna Płaczek, polska piłkarka ręczna, bramkarka
- 11 grudnia:
  - Saihou Gassama, gambijski piłkarz
  - Brenda Daniela Uribe, peruwiańska siatkarka
- 13 grudnia:
  - Danielle Collins, amerykańska tenisistka
  - Alexandra Tavernier, francuska lekkoatletka, młociarka
- 14 grudnia:
  - Paula Kruk, polska saneczkarka, skeletonistka
  - Joseph Ochaya, ugandyjski piłkarz
  - Gabriella Souza, brazylijska siatkarka
- 15 grudnia:
  - Rachel Bootsma, amerykańska pływaczka pochodzenia holenderskiego
  - Marvin Bracy, amerykański lekkoatleta, sprinter, futbolista
  - Jazmine Davis, amerykańska koszykarka
  - Mijal Hines, kostarykańska siatkarka
  - Amit Kumar, indyjski zapaśnik
  - Daniel Ochefu, amerykański koszykarz pochodzenia nigeryjskiego
- 16 grudnia:
  - Jyoti Amge, indyjska karlica
  - Thiago Braz, brazylijski lekkoatleta, tyczkarz
  - Neblú, angolski piłkarz, bramkarz
  - Olha Owdijczuk, ukraińska piłkarka
  - Stefania Pirozzi, włoska pływaczka
- 17 grudnia:
  - Kiersey Clemons, amerykańska aktorka
  - Kenny Saief, izraelski piłkarz
- 18 grudnia:
  - Eva Hodanová, czeska siatkarka
  - Thomas Lam, fiński piłkarz pochodzenia holenderskiego
  - Ana Porgras, rumuńska gimnastyczka
  - Sha’Keela Saunders, amerykańska lekkoatletka, skoczkini w dalc
  - Bianca Williams, brytyjska lekkoatletka, sprinterka
- 19 grudnia:
  - Ali Adnan, iracki piłkarz
  - Leonardo Bittencourt, niemiecki piłkarz pochodzenia brazylijskiego
  - Isiah Kiplangat Koech, kenijski lekkoatleta, długodystansowiec
  - Stephanie Venier, austriacka narciarka alpejska
- 20 grudnia:
  - Andrea Belotti, włoski piłkarz
  - Jana Jegorian, rosyjska szablistka
  - Luwagga Kizito, ugandyjski piłkarz
  - Erik McCree, amerykański koszykarz
  - Robeisy Ramírez, kubański bokser
  - Damian Szwarnowiecki, polski judoka
- 22 grudnia:
  - Billie Cook, brytyjska aktorka
  - Tasie Dhanraj, brytyjska aktorka, piosenkarka
  - Alexander Edmondson, australijski kolarz torowy i szosowy
  - Raphaël Guerreiro, portugalski piłkarz
  - Aliana Lohan, amerykańska aktorka, piosenkarka, modelka
  - Hedvig Rasmussen, duńska wioślarka
  - Meghan Trainor, amerykańska piosenkarka, producentka muzyczna
- 23 grudnia:
  - Reed Alexander, amerykański aktor
  - Claudio Baeza, chilijski piłkarz
  - Agata Barańska(inne języki), polska tenisistka
  - Riho Ōtake, japońska siatkarka
  - Jasmine Todd, amerykańska lekkoatletka, sprinterka i skoczkini w dal
- 25 grudnia:
  - Stołe Dimitriewski, macedoński piłkarz, bramkarz
  - Andrea Drews, amerykańska siatkarka
  - Gibrán Lajud, meksykański piłkarz, bramkarz
  - Pürewdordżijn Orchon, mongolska zapaśniczka
  - Emi Takei, japońska aktorka, piosenkarka, modelka
- 26 grudnia:
  - Espen Bjørnstad, norweski dwuboista klasyczny
  - Artur Kuciapski, polski lekkoatleta, średniodystansowiec
  - Rénelle Lamote, francuska lekkoatletka, biegaczka średniodystansowa
- 27 grudnia:
  - Naser Aliji, albański piłkarz
  - Olivia Cooke, brytyjska aktorka
  - Pierre-Yves Polomat, francuski piłkarz pochodzenia martynikańskiego
- 28 grudnia:
  - Yvon Beliën, holenderska siatkarka
  - Bonnie Brandon, amerykańska pływaczka
  - Shinobu Ōta, japoński zapaśnik
- 29 grudnia:
  - Ivona Dadic, austriacka lekkoatletka, wieloboistka pochodzenia chorwackiego
  - Maksym Spodyriew, polski łyżwiarz figurowy pochodzenia ukraińskiego
  - Jan Sýkora, czeski piłkarz
  - Sébastien Thill, luksemburski piłkarz
  - Tony Watt, szkocki piłkarz
- 30 grudnia – Keifer Sykes, amerykański koszykarz

## Zdarzenia astronomiczne
- 21 maja – częściowe zaćmienie Słońca
- 4 czerwca – zaćmienie Księżyca
- 13 listopada – częściowe zaćmienie Słońca
- 29 listopada – zaćmienie Księżyca

## Rok 1993 w dawnych fikcyjnych wizjach przyszłości
- W filmie Seksmisja główni bohaterowie Maks i Albert znaleźli gazetę Express Ilustrowany z 1993 z artykułami o następujących tytułach: Protest Chin przyczyną rozwiązania ONZ, Zadłużenie USA, Odsprzedaż Alaski, Bomba „M” w masowej produkcji.

## Nagrody Nobla
- z fizyki – Russell A. Hulse, Joseph H. Taylor
- z chemii – Kary B. Mullis, Michael Smith
- z medycyny – Richard Roberts, Phillip Sharp
- z literatury – Toni Morrison
- nagroda pokojowa – Frederik de Klerk, Nelson Mandela
- z ekonomii – Douglass North, Robert Fogel

## Święta ruchome
- Tłusty czwartek: 18 lutego
- Ostatki: 23 lutego
- Popielec: 24 lutego
- Niedziela Palmowa: 4 kwietnia
- Pamiątka śmierci Jezusa Chrystusa: 6 kwietnia
- Wielki Czwartek: 8 kwietnia
- Wielki Piątek: 9 kwietnia
- Wielka Sobota: 10 kwietnia
- Wielkanoc: 11 kwietnia
- Poniedziałek Wielkanocny: 12 kwietnia
- Wniebowstąpienie Pańskie: 20 maja
- Zesłanie Ducha Świętego: 30 maja
- Boże Ciało: 10 czerwca